# Karel de Grote
Karel de Grote (Duits: Karl der Große; Frans en Engels: Charlemagne; Latijn: Carolus Magnus of Karolus Magnus) (waarschijnlijk 2 april 747 of 748 – Aken, 28 januari 814), afkomstig uit het geslacht der Karolingen, was vanaf 9 oktober 768 koning der Franken en vanaf 25 december 800 eerste keizer van het Heilige Roomse Rijk.
Deze kleinzoon van Karel Martel kreeg reeds tijdens zijn leven de bijnaam "de Grote" en geldt sinds de middeleeuwen als een van de belangrijkste heersers van het Westen. Het Frankische Rijk kende onder hem zijn grootste omvang. Met zijn kroning door paus Leo III op eerste kerstdag 800 in Rome, werd het keizerschap in West-Europa in ere hersteld. Op initiatief van keizer Frederik Barbarossa werd Karel de Grote op 29 december 1165 door de tegenpaus Paschalis III heilig verklaard. Reeds in het epos Karolus Magnus et Leo Papa (eind 8e eeuw) werd hij tot "Pater Europae" ("Vader van Europa") uitgeroepen. Karel de Grote wordt beschouwd als een persoonlijkheid die het collectief Europees historisch bewustzijn heeft vormgegeven.
Zowel de Duitsers als de Fransen voeren het begin van hun nationale geschiedenis terug tot Karel de Grote. De stad Aken stelde in 1949 als erkenning voor zijn verdiensten de Internationale Karelsprijs Aken in, die jaarlijks wordt uitgereikt.

## Leven

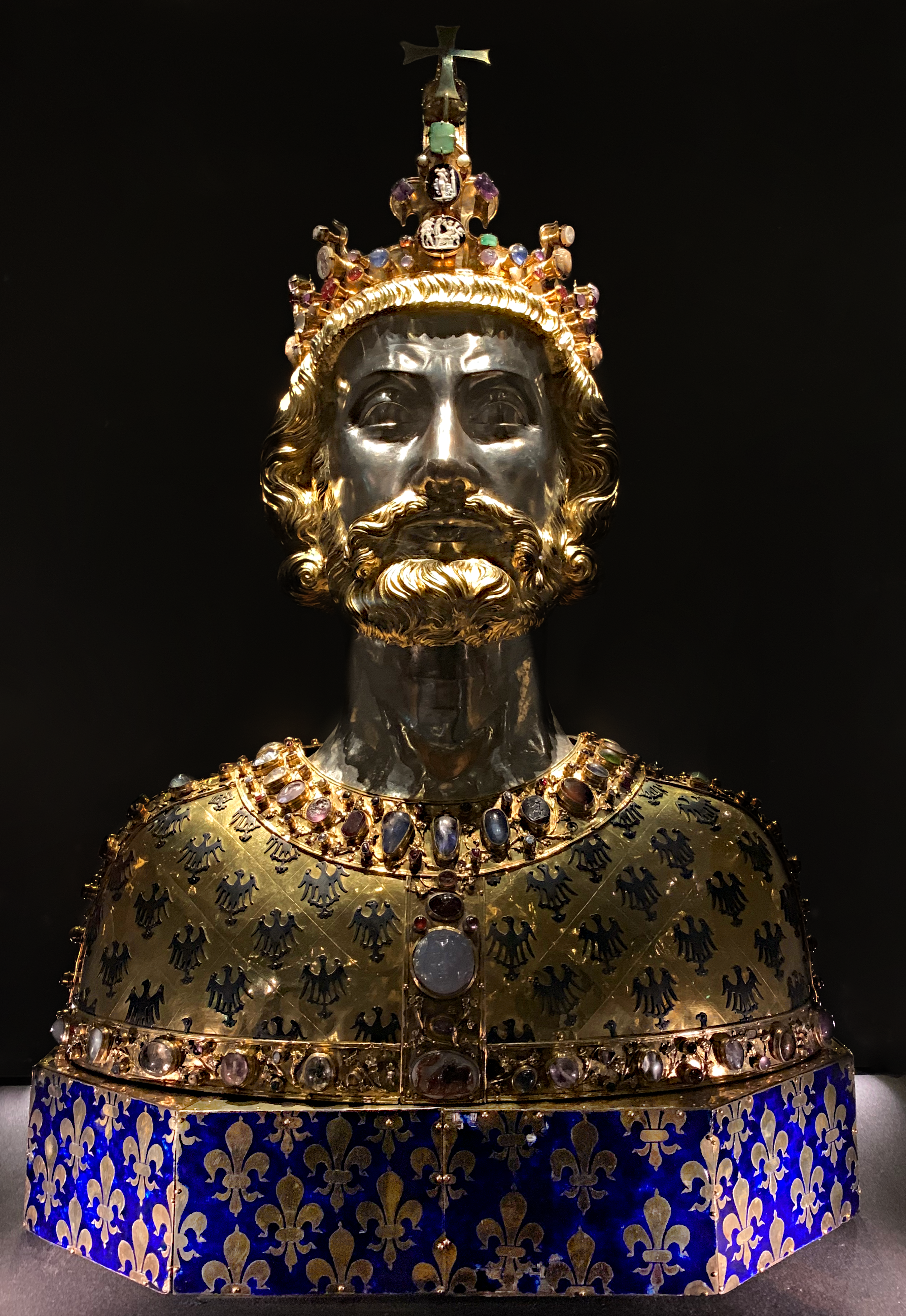
De buste van Karel de Grote, een geïdealiseerd portret van de keizer uit de 14e eeuw. Het is te bezichtigen in de Schatkamer van de Dom van Aken

De feiten over Karel de Grote zijn leven zijn voor sommige delen van zijn leven zeer schaars, terwijl we over andere delen juist zeer goed geïnformeerd zijn, deels door geschiedschrijving in opdracht van Karel de Grote of zijn hof. Terwijl er voor het midden en het einde van zijn leven in vergelijking met andere middeleeuwse heersers een ongewoon rijk bronnenmateriaal voorhanden is, is er nauwelijks iets over zijn kindertijd en jeugd bekend. Zelfs zijn geboortedatum is onderwerp van geschiedkundige hypothesen.
Zijn klaarblijkelijk aanzienlijke vorming kon hij pas op volwassen leeftijd hebben verworven. Mogelijkerwijs werd hij net als zijn broer Karloman in Saint-Denis opgevoed. Wie zijn leermeesters waren, is onbekend. Of daar op dat ogenblik reeds het volledige programma van de septem artes liberales, de zeven vrije kunsten, werd onderwezen, is onduidelijk.
Karel zette zich later in het kader van zijn onderwijshervorming in voor het herstel van deze zeven vrije kunsten, wat erop lijkt te wijzen dat deze tijdens zijn jeugd niet tot het vaste curriculum behoorden. Maar in elk geval was elementaire wereldoriëntatie ook reeds een onderdeel van de eerste van de zeven kunsten, de grammatica, die niet alleen Latijns taalonderricht omvatte, maar ook alle kennis die noodzakelijk was voor een competente omgang met teksten. Ook als volwassene nam Karel nog levendig deel aan onderwijsvragen van velerlei aard. Vooral aan theologische en filosofische discussies zoals de beeldenstrijd, waarin hij in de kanttekeningen van de libri Carolini persoonlijk stelling nam. Hij mengde zich ook in de discussie over het adoptianisme en belastte hofgeleerden zoals Alcuinus met de opheldering van zulke vragen. 
De rijkelijk overgeleverde veeleisende, vaak ook uitgesproken onderhoudende dichtkunst uit de hofkringen zal Karel in ieder geval hebben kunnen waarderen, daar zijn kennis van het Latijn en literatuur meer dan behoorlijk was. Latijn was ongetwijfeld een van de hoftalen, en gezien de internationale samenstelling van de hofhouding zelfs de enige taal die allen of in elk geval de meesten beheersten. Daarnaast was er de constante aanwezigheid van het Latijn als liturgische taal. Ook aan het onderwijs van zijn eigen kinderen hechtte hij grote waarde. Behalve het literaire onderwijs, dat op dat ogenblik geen vanzelfsprekendheid was voor jonge edelen (het aantal geschoolde leken nam pas vanaf de tweede helft van de 8e eeuw weer toe), moeten ook de omgang met wapens en de jacht, die Karel nog tot op hoge leeftijd bedreef, een hoog aanzien hebben genoten.

### Afkomst, geboorte en jeugd
Karel was de oudste zoon van de latere koning Pepijn de Korte en Bertrada van Laon, bijgenaamd "Bertrada met de grote voet". Zijn geboortejaar is omstreden, zijn geboorteplaats is niet bekend, temeer omdat meerdere plaatsen in aanmerking komen. Karels biograaf Einhard schreef in zijn Vita Karoli Magni, dat er over de kindertijd en de jeugd van de keizer niets schriftelijk was overgeleverd en dat er bij de aanvatting van zijn werk – ongeveer vijftien jaar na Karels dood – niemand meer in leven was die erover kon vertellen.
Karel werd in 754 samen met zijn broer Karloman door paus Stefanus II (III) gezalfd in de kathedraal van Saint-Denis bij Parijs.

#### Stamboom
| Pepijn van Herstal (* ca. 635 - † 714) Frankische hofmeier                                | Alpaida († voor 714) zogenaamd Friedelehe             | Liutwin († ca. 717 in Reims) bisschop in Trier, Reims en Laon | NN                                                    | Martin (* ca. 660 - † 680) graaf van Laon | Bertrada de oudere (* 660 - † na 721) stichtster van de abdij van Prüm | NN                                    | NN                                    |
| Karel Martel (* ca. 689 - † 741) Frankische hofmeier                                      | Karel Martel (* ca. 689 - † 741) Frankische hofmeier  | Rotrude van Trier (* 690 - † 724)                             | Rotrude van Trier (* 690 - † 724)                     | Charibert, (* 680 - † 747) graaf van Laon | Charibert, (* 680 - † 747) graaf van Laon                              | Gisele van Aquitanië                  | Gisele van Aquitanië                  |
| Pepijn de Korte (* 714 - † 768) koning van de Franken                                     | Pepijn de Korte (* 714 - † 768) koning van de Franken | Pepijn de Korte (* 714 - † 768) koning van de Franken         | Pepijn de Korte (* 714 - † 768) koning van de Franken | Bertrada van Laon (* ca. 725 - † 783)     | Bertrada van Laon (* ca. 725 - † 783)                                  | Bertrada van Laon (* ca. 725 - † 783) | Bertrada van Laon (* ca. 725 - † 783) |
| Karel de Grote (* ca. 747 - † 814) Koning der Franken, Keizer van het Heilige Roomse Rijk |                                                       |                                                               |                                                       |                                           |                                                                        |                                       |                                       |

### Gedeeld koningschap (768-771)

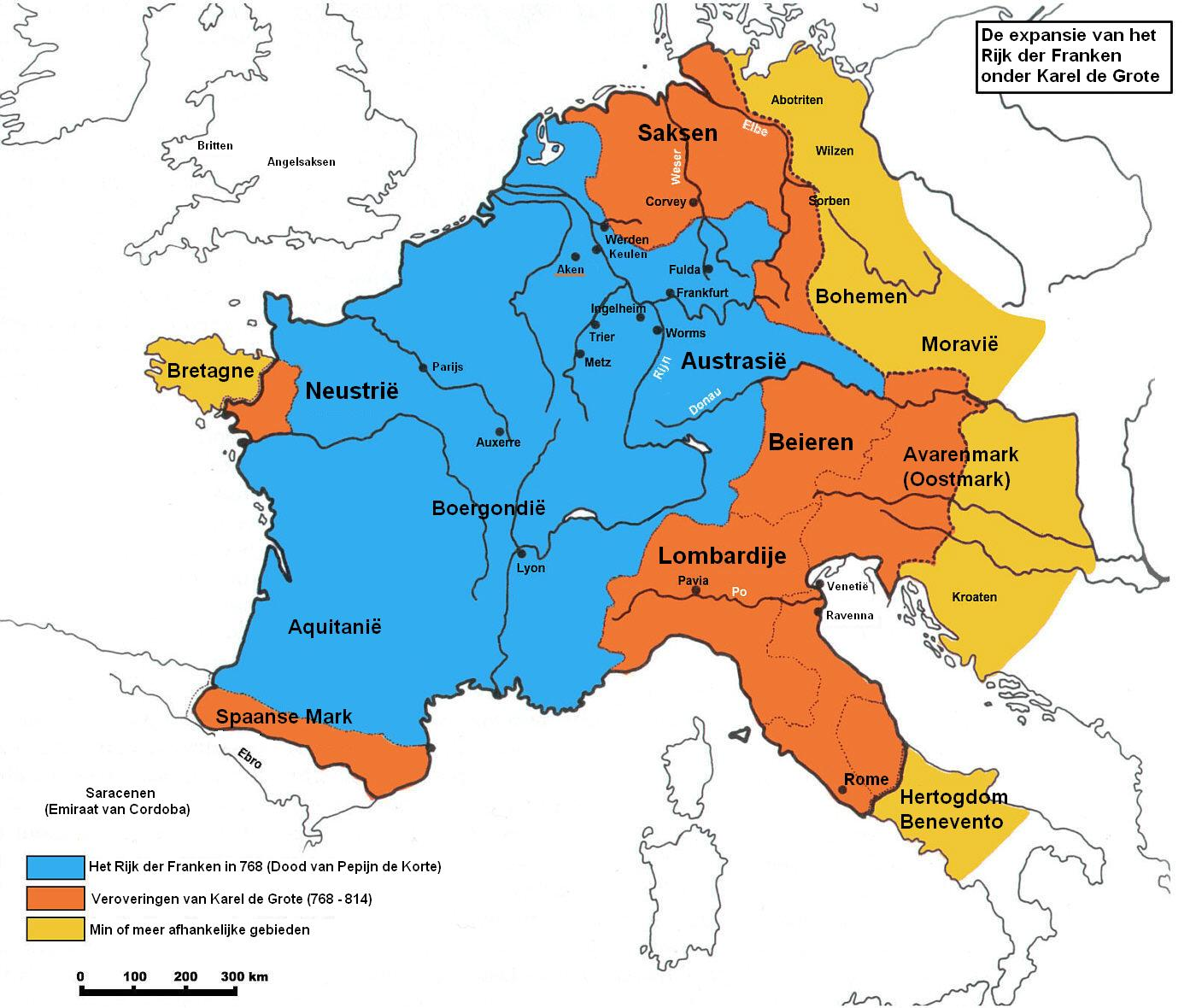
De expansie van het rijk der Franken onder Karel de Grote.

Na de dood van zijn vader in 768 werd diens koninkrijk verdeeld onder Karel en Karloman. Op 9 oktober 768, het feest van Dionysius van Parijs, werd Karel in Noyon gekroond en Karloman in het nabijgelegen Soissons. Karel kreeg door erfopvolging de gebieden langs de westelijke en noordelijke kusten: het westen van Aquitanië, de grootste delen van Neustrië en Austrasië, en Thüringen. Karloman kreeg Bourgondië, Allemannië, de resterende delen van Aquitanië, Neustrië en Austrasië, de Provence, en het indirecte gezag over Beieren.

#### Onderwerping van Aquitanië en Gascogne
In 769, kort na de dood van Pepijn de Korte, probeerde hertog Hunold II van Aquitanië zich door middel van militaire interventies onafhankelijk te maken van de Karolingers. Karel begon daarop een veldtocht tegen hem, zonder de beloofde steun van zijn broer Karloman.
Hij dwong Hunold te vluchten naar hertog Lupus II van Gascogne. Deze was echter zo geïntimideerd door Karels militaire overmacht, dat hij naast de uitlevering van Hunold en diens vrouw, ook zijn eigen hertogdom onderwierp aan Karel (769).
In 770 sloot hij, door bemiddeling van abt Sturmius van Fulda, een verdrag met Tassilo III van Beieren. In datzelfde jaar trad hij in het huwelijk met de Longobardische prinses Desiderata om de banden tussen de Franken en Longobarden te verstevigen Dit zeer tegen de zin van paus Stefanus III, die de samenwerking van de Rooms-Katholieke Kerk met de Franken in gevaar zag komen. Karlomans rijk werd hierdoor namelijk omsingeld door dat van Karel (in het westen) en zijn nieuwe bondgenoten (in het oosten).

### Alleenheerschappij en uitbreiding van het rijk (771-800)
Op 4 december 771 overleed Karloman echter te Samoussy, nabij Laon. Karel trok daarop met zijn legers naar Corbeny, waar de groten van Karlomans rijk hem hulde kwamen brengen en hem accepteerden als hun vorst ten nadele van Karlomans zoontjes.

#### De Saksenoorlogen
In de zomer van 772 begonnen de (met onderbrekingen) tot 804 durende Saksenoorlogen. De strijd werd aanvankelijk alleen ter pacificatie van de grensregio gevoerd om deze onder de heerschappij van Karel de Grote te brengen. Het doel veranderde en het hele woongebied van de Saksen werd met zwaar militair geweld veroverd, de plaatselijke bevolking werd met aanzienlijke wreedheid onderworpen, ze werden gedwongen het Rooms-Katholieke geloof aan te nemen (door de Rooms-Katholieken kerstening genoemd) en grote groepen jonge mannen werden verdreven. De Saksische gebieden werden zo onder controle gebracht van het Frankische Rijk. In 777 werd over het gebied van de Saksen een bestuursapparaat van de Rooms-Katholieke kerk ingericht en het grondgebied in bisdommen ingedeeld. In 782 werd de Frankische staatsinrichting ingevoerd met een bestuurlijke indeling in graafschappen. In dat jaar werden op een dag 4.500 Saksische edellieden en goed getrainde en bewapende militairen gedwongen zich tot het christendom te bekeren, op straffe van moord door onthoofding; de gebeurtenis staat bekend als het Bloedbad van Verden. Het Saksische verzet onder leiding van Widukind duurde, ondanks de letterlijk moordende Frankische maatregelen en de militaire overwinningen van Karel op de Saksen, nog lange tijd voort. Weerstand van de Saksische adel werd met groot geweld neergeslagen en men gaf uiteindelijk in meerderheid op, zelfs Widukind onderwierp zich in 785, maar toch brak er in 792 opnieuw een opstand uit. Karel reageerde zowel met deportatie als met een verbetering van de juridische status van de Saksen in het koninkrijk. In 802 werd het Saksische volksrecht opgetekend en door Karel erkend. Saksen werd kort daarop door Karel de Grote en de Rooms-Katholieke kerk als definitief gepacificeerd en als deel van het Rooms-Katholieke Frankische Rijk gezien.

#### Onderwerping van de Langobarden
In maart 773 kwam een pauselijke ambassadeur bij het hof van Karel om militaire hulp vragen tegen de Langobarden. Karel ging in op dit verzoek, en in 774 veroverden de Franken Pavia. Karel zette de laatste Langobardenkoning Desiderius af. Karel was in 769 getrouwd met Desiderius' dochter (die Desiderata, Ermengarda of Gerperga heette), die hij in 771 verstootte omdat ze geen kinderen baarde. Na de militaire verovering liet hij zich in 774 zelf tot koning van de Langobarden kronen. In het zuiden bleef het Hertogdom Benevento tot de verovering door de Noormannen in de 11e eeuw zelfstandig, hoewel het ook tot de satellietstaten van het Frankische Rijk moet worden gerekend.

#### Krijgstochten tegen de Moren
Een militaire expeditie naar het Iberisch Schiereiland in 778 was niet zo succesvol als die tegen de Langobarden. Aanleiding voor deze expeditie was een verzoek om bijstand van de Suleiman ibn Yaqzan al-Arabí al-Kelbi, de door zichzelf uitgeroepen Abbasidische gouverneur van Zaragoza, die om ondersteuning tegen de Omajjadische emir Abd al-Rahman I van Córdoba verzocht. Tijdens de terugtocht werd een deel van het Frankische leger door de plaatselijke Baskische bevolking, heidenen aldus contemporaine bronnen, in de Slag bij Roncevaux weggevaagd. Hierbij viel ook de graaf van de Bretonse mark, Hruotland, de bevelhebber van de vernietigde Frankische achterhoede. Deze gebeurtenis werd later in het Roelantslied geromantiseerd. Aquitanië werd als een onderkoninkrijk voor Karels minderjarige zoon Lodewijk ingericht. Samen met zijn tot onderkoning van Italië uitgeroepen broer Pepijn werd hij in 781 door de paus gezalfd en gekroond. De verhoudingen in de Pyreneeënregio konden zo voor het eerst worden gestabiliseerd. Het machtsgebied van de Franken werd - al was het maar tijdelijk - uitgebreid tot Girona, Cerdagne, Urgell en Barcelona. Slechts als gevolg van de latere conflicten met de Saracenen - zoals de Moren in de late middeleeuwen werden genoemd - werd in 806 de Spaanse Mark aan de overkant van de Pyreneeën opgericht.
Een gevolg van de militaire aanwezigheid van de Franken in dit gebied zou het ontstaan van het vorstendom Andorra zijn geweest, dat beweert sinds de tijd van Karel de Grote de jure onafhankelijk te zijn geweest. In El Gran Carlemany, het Andorraanse volkslied, wordt Karel de Grote uitbundig bezongen.
In 797, volgens andere bronnen 801, knoopte Karel diplomatieke betrekkingen aan met Haroen ar-Rashid, de kalief van Bagdad. Ze kwamen overeen, steeds andere geloven bij hun onderdanen te dulden, en overwogen eventuele bondgenootschappen tegen de kaliefen van Córdoba enerzijds, respectievelijk het Oost-Romeinse Rijk anderzijds, die echter niet gerealiseerd werden. De kalief schonk Karel onder meer een Aziatische olifant, genaamd Abul-Abbas.

#### Bretonse Mark
Bretagne wist gedurende de hele regering van Karel zijn onafhankelijkheid te bewaren. In 786 trokken de Frankische troepen nog plunderend door Bretagne, maar ze konden het land niet onderwerpen. In 790 benoemde Karel zijn negenjarige zoon Karel de Jongere tot markgraaf van de Bretonse Mark en koning van Neustrië. Ook hier waren het bestuur en de militaire leiding in handen van ervaren hovelingen. Een veldtocht in 811 bleef ook zonder resultaten.

#### Het einde van de onafhankelijkheid van Beieren
In het jaar 788 werd ook Baiern (oude schrijfwijze van Beieren) definitief in het Rijk ingelijfd, in het oosten werd de Avaarse Mark (vanaf 856 Marchia Orientalis genoemd) als grensmark tegen de Awaren opgericht en onder Frankisch gezag gesteld. De laatste Beierse stamhertog Tassilo III, die zijn leen in 757 van Pepijn had verkregen, zocht tevergeefs de onafhankelijkheid door een bondgenootschap met de, eigenlijk al reeds onderworpen, Langobarden te redden. Aan de opstand tegen de Franken, waarvan men dacht dat ze door de twisten met de Saksen hun handen vol hadden, nam ook hertog Arechis II van Benevento deel. De insubordinaties van de Italische bondgenoten van Tassilo waren onder andere door de belegering van Capua en Salerno in 786/787 beëindigd. Het Beierse gebied, dat vanaf 798 vanuit Salzburg tot een eigen kerkprovincie werd uitgebouwd, bleef na de inlijving in het Rijk evenwel als politieke entiteit behouden. Onder de “prefecten” genoemde ambtsdragers van de koning behield het, in de 9e eeuw als onderkoninkrijk, beslist een bijzondere positie binnen het Frankische Rijksverband. De integratie van Beieren in het Frankenrijk was samen met de onderwerping van de Saksen een belangrijke voorwaarde voor de latere vorming van het Heilige Roomse Rijk.

### Keizerschap (800-814)

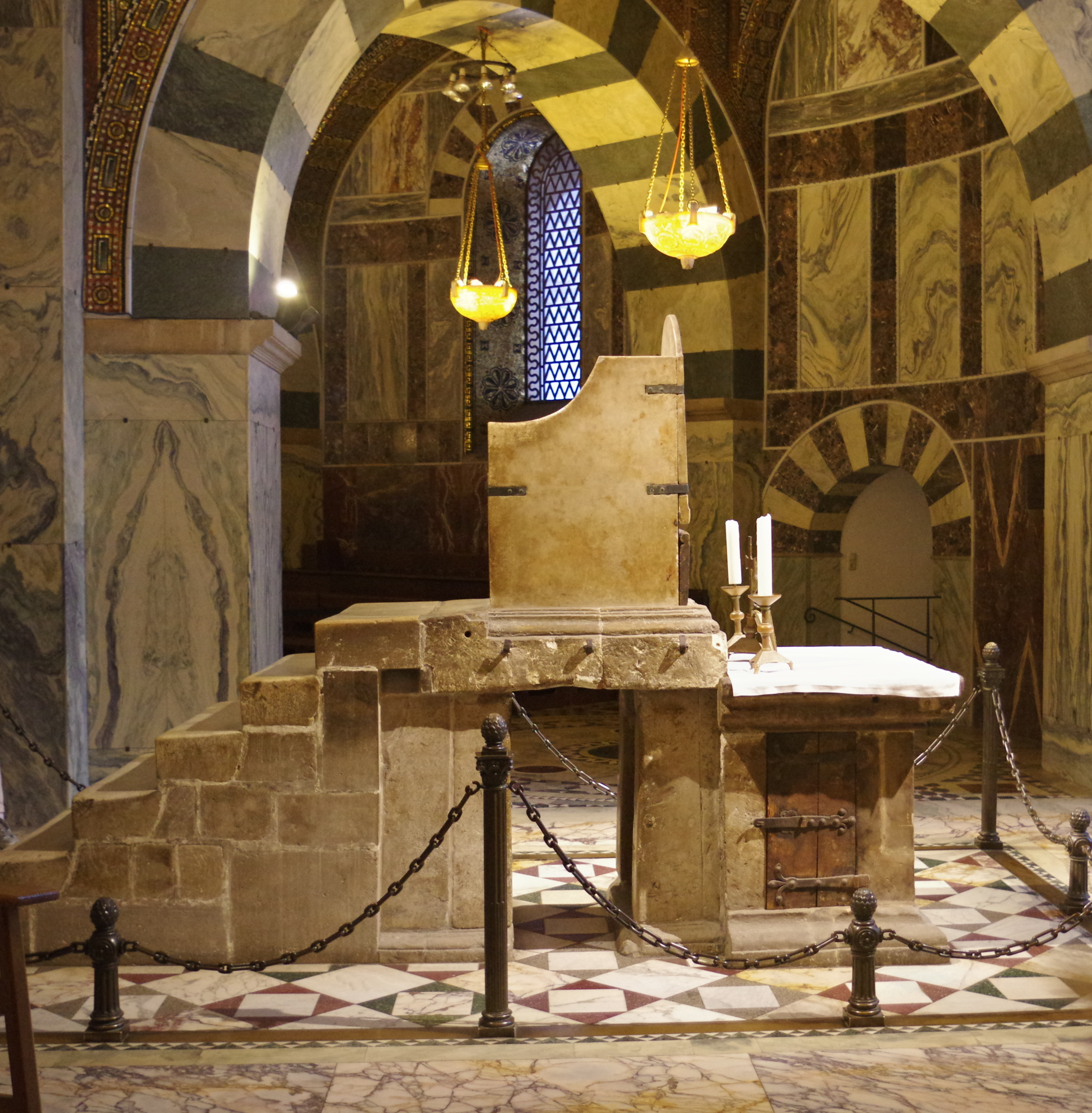
Koningstroon van Karel de Grote in de Dom van Aken

In 795 werd Paus Leo III tot paus gekozen. Hij verzekerde zich onmiddellijk van de ondersteuning van de Frankenkoning en stuurde Karel de Grote, de schutsheer van de kerk (patricius romanorum), de sleutel tot het graf van Petrus, evenals de banier van Rome toe. Het pausdom was sedert enige tijd onder de invloed geraakt van de in diverse fracties versplinterde Romeinse stadsadel, die bij de pauskeuze doorslaggevend was. In 799 werd de confrontatie met de adel ten top gedreven: het hoofd van de kerk was doelwit van een aanslag en poging tot afzetting. Leo III, die onder andere een onwaardige levenswandel (waaronder echtbreuk en meineed) werd verweten, vluchtte naar Karel in Paderborn (vgl. Karolus Magnus et Leo Papa). Het is onduidelijk of er daar en onder welke omstandigheden zaken werden afgesproken: mogelijkerwijs werd hier voor het eerst, maar mogelijk ook reeds jaren tevoren de keizerskroning overeengekomen. Het is echter ook mogelijk dat er hierover helemaal geen afspraken zijn gemaakt. Het historisch onderzoek stort zich vooral op de bij Einhard vermelde opmerking van Karel toen hij de kerk verliet: "Indien ik met het plan van de paus vooraf bekend was geweest, zou ik, in weerwil van de heiligheid van het feest, niet in de kerk verschenen zijn." Een andere bron, de Annales Laureshamenses, spreekt daarentegen van een synode van de Frankische en Romeinse bisschoppen, waarbij men de Frankenheerser de keizerlijke waardigheid heeft aangeboden. Mogelijkerwijs verwijst de opmerking bij Einhard niet op de keizerskroning zelf, maar op de omstandigheden en hun protocollaire afloop.
Karel trok in elk geval in de zomer van 800 naar Rome. Leo III ontving hem eind november ver voor de poorten van de Eeuwige Stad en legde op 23 december een reinigingseed af, die hem van de beschuldigingen van de samenzweerders uit de adellijke facties zou ontlasten. In hoeverre hij dit vrijwillig heeft gedaan, is niet bekend.
Op de eerste kerstdag van 800 werd Karel door Paus Leo III in de Oude Sint-Pietersbasiliek tot keizer gekroond. Deze titel was sinds de afzetting van Romulus Augustulus in 476 in West-Europa niet meer gevoerd, hoewel de opeenvolgende Oost-Romeinse/Byzantijnse keizers aanvankelijk ook in het westen erkend werden. Karels volledige titel luidde vanaf 800: Karolus serenissimus Augustus a Deo coronatus magnus pacificus imperator Romanum gubernans imperium, qui et per misericordiam dei rex Francorum atque Langobardorum (vrij vertaald: „Karel, doorluchtige Augustus, door God gekroond, grote vrede stichtende keizer, het Romeinse Rijk regerend, bij Gods genade ook koning van de Franken en Langobarden“). Een (belangrijke) reden voor de kroning was de afzetting van de (vorige) Byzantijnse keizer door Irene van Byzantium (het Byzantijnse Rijk was de staatsrechtelijke opvolger van het Romeinse Rijk). Daar volgens het Romeinse recht een vrouw geen keizer(in) kon zijn, beschouwden enkele bronnen volgens Paus Leo III de Romeinse keizerstroon als vacant (hoewel eerder machtspolitieke redenen een rol speelden).
Als patronus et advocatus van de kerk had Karel nu de Byzantijnse keizer vervangen - zoals tevoren reeds de Langobard Desiderius. De patriarch van Jeruzalem stuurde de sleutel van het Heilig Graf naar Karel als symbolische erkenning van Karels beschermheerschap over de christenheid. De kroning tot keizer betekende bijgevolg een provocatie voor het Byzantijnse keizerschap (Basileus) van keizerin Irene, waartegenover Karel zich nu als gelijkwaardig opstelde - zo niet zelfs meer dan gelijkwaardig.
Karel zag zichzelf als Augustus Imperator Renovati Imperii Romani (Augustus Keizer van het Hernieuwde Romeinse Rijk) en aldus als directe opvolger van de Romeinse keizer. Zijn Frankische Rijk was daarmee volgens de opvatting van menig geleerde de opvolger van het Romeinse keizerrijk (weliswaar slechts ideëel, niet staatsrechtelijk, daar het Oost-Romeinse/Byzantijnse Rijk in het oosten verder was blijven bestaan, zie: Tweekeizersprobleem). De eenheid van kerk en rijk was nu officiële staatsdoctrine. Als beschermheer van de paus en het christelijk geloof lette Karel de Grote er erg op, dat in zijn rijk iedereen het Pater Noster (Onzevader) kende. Tijdelijk stond op het belasteren van priesters of van het christendom en zijn symbolen zelfs de doodstraf.

#### De uitbreiding van het Frankische Rijk in het oosten

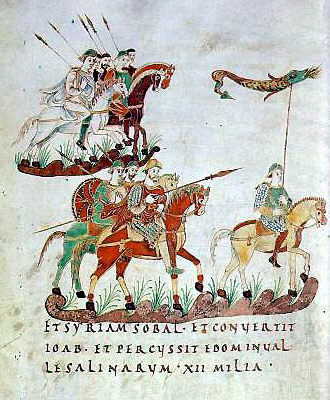
Karolingische ruiterij
Psalterium Aureum, St. Gallen, Stiftsbibliothek

Met de Frankische landname in Saksen doken ook in het noordoosten de Slaven als nieuwe buur op in het politieke bewustzijn van de Franken. In plaats van naar een territoriale uitbreiding van het rijk streefde Karel aanvankelijk naar de oprichting van een rijksgrens aan de Elbe en de pacificatie van de aangrenzende gebieden. Als schadeloosstelling voor de gedeporteerde Saksen liet Karel de Grote in het noordoosten van het rijk (Noordalbingië) Wendische Abodriten en ook Franken zich vestigen. Vanaf 804 kwam het tot conflicten met de Denen, wier koning Göttrik (ook: Gudfred) naar Friesland, respectievelijk Saksen uithaalde en met de steun van de Wilzen de Abodriten bevocht. Volgens de aantekening in de Annales Regni Francorum voor het jaar 808 zou Göttrik toentertijd het Danevirke tussen Treene en Schlei als verdediging tegen de Franken hebben opgetrokken. In werkelijkheid was het echter reeds in 737 om onbekende redenen opgetrokken. In 810 plunderden de Denen Friesland en de Friese eilanden. De Abodriten in het oosten van Holstein slaagden erin zich (met Frankische bijstand) van Deense onderhorigheid te vrijwaren. Ze sloten in 811 evenwel een vredesverdrag met de Denen. De betrekkingen tussen Franken en Abodriten bleven ambivalent, zoals de omstandigheden van de oprichting van de Saksenwallen (Limes Saxoniae) rond 810 aantonen.
Om die reden sloten de Franken in 780 een verbond met de Abodriten tegen de Saksen en Wilzen, dat op een leenrechtelijke afhankelijkheid van de Abodriten schijnt te wijzen. De door Karel aangestelde koningen Witzan en Drasco stelden herhaaldelijk een leger samen (Heeresfolge) voor militaire bijstand, rond 789 tegen de Wilzen of in 798 in de slag bij Bornhöved tegen de Saksen. Ondanks de succesvolle veldtocht tegen de Wilzen en de overwinning in Noordalbingië hield Karel aan de Elbe als rijksgrens vast. De onderworpen Wilzen leverden gijzelaars, en Karel liet in 804, na de deportatie van de Saksen, zijn Abodritische bondgenoten zich in Noordalbingië vestigen. Deze zouden de noordgrens tegen de Denen beschermen en tegelijk de Saksen hun terugtocht naar de Denen afsnijden.
De overwinning van de Deense koning Göttrik (ook: Gudfred) over de Abodriten in 808 dwong Karel tot een verandering van politiek. Noordalbingië werd tot aan de Eider in het rijk geïntegreerd en weer aan de Saksen toevertrouwd. Hun gebied van vestiging grensde Karel in het oosten met de Limes Saxoniae tegen dat van de Abodriten af. Tegen die Denen richtte hij de vesting Esesfelth op. Vervolgens plunderde Göttrik in 810 Friesland en de Friese eilanden. Nadat hij in 810 was vermoord, sloot zijn opvolger Hemming vrede met de keizer.
De betrekkingen met de Slavische stammen ten oosten van Saksen en Thüringen waren eveneens tweeslachtig: in 789 voerden de Franken een veldtocht tegen de Wilzen.
Na de langdurige onderwerping van de Saksen, werden ook de Sorben, in 789 nog bondgenoten van Karel tijdens de veldtocht tegen de Wilzen, in 806 door de Franken verslagen, nadat hun hertog Miliduch was gedood. Volgens contemporaine bronnen probeerden zij in de daarop volgende decennia echter meermaals hun onafhankelijkheid terug te winnen. Het lijkt erop dat ook hier een of zelfs meer grensmarken zijn geweest. De stand van het onderzoek hierover is echter onduidelijk (zie ook Limes Sorabicus).
Bohemen viel na een campagne in 805 en 806 onder Frankische afhankelijkheid en werd tribuutplichtig. In een oorkonde uit 817, waarin de provincies en volken van het Frankenrijk worden opgesomd, worden de Beheimi als een van de afhankelijke volken genoemd. Ook zij werden langzamerhand met succes gekerstend: in 845 lieten veertien hertogen uit Bohemen zich in Regensburg dopen. De Beierse clerus was hierbij de voornaamste drijvende kracht achter de missionering. Vanaf het midden van de 9e eeuw – Karels kleinzoon Lodewijk de Duitser was sinds 843 koning (zie Verdrag van Verdun) – werd Bohemen steeds meer tot een twistappel tussen het Oost-Frankische Rijk en het Groot-Moravische Rijk van Svatopluk I. Vanaf 862 werd ook Hongarije een probleem. De expansie van de Franken in dit gebied vestigde – naast de vestigingsgolf onder de Přemysliden – de blijvende Duitse politieke en culturele invloed in oostelijk Midden-Europa in de volgende eeuwen (zie Oostkolonisatie; Samo (persoon)).
Tegen de uit het Donaugebied (buiten de rijksgrenzen) komende Avaren voerde Karel in 791 aanvankelijk persoonlijk een mislukte veldtocht. Daarna volgde na zorgvuldige voorbereiding (aanleg van de Fossa Carolina tussen Altmühl en Rezat) in 795/796 onder leiding van Erik van Friuli en koning Pepijn van Italië een tweede veldtocht met overtuigend succes. De zeer grote Avarenschat viel in de handen van de Franken en de staat van de Avaren werd met steun van de Bulgaarse heerser Kroem verslagen. De rest van de bevolking werd gedwongen gekerstend. Aanvankelijk werd hun nog een eigen politieke organisatie binnen het Frankenrijk toegestaan. Ten laatste in de 10e eeuw verdwenen ze definitief uit de geschiedenis.

#### Het conflict met Byzantium
Nikephoros I, Byzantijnse keizer („Basileus“) sinds 802, ervoer de Keizerlijke waardigheid van Karel als aanmatiging en weigerde diens erkenning. Een in 803 in Constantinopel aangekomen Frankisch gezantschap moest onverrichter zake terugkeren. Het conflict verscherpte zich nog toen Karel de door Byzantium geclaimde regio's Dalmatië en Venetië als tot zijn machtsbereik toebehorend behandelde. Nikephoros zond daarop in 806 de Oost-Romeinse vloot en stelde een zeeblokkade in tegen Venetië. Karels zoon Pepijn, koning van Italië, kon echter Venetië veroveren, wat blijkbaar Nikephoros meer bereid maakte tot onderhandelingen. Een eind 810 in Italië aangekomen Byzantijns gezantschap, dat eigenlijk de intussen gestorven koning Pepijn (8 juli 810) had willen bereiken, werd door Karel naar Aken ontboden en in 811 met een vriendelijk, in antwoord op de keizersvraag evenwel compromisloos schrijven teruggestuurd. Bij hun terugkeer was echter de Byzantijnse keizer Nikephoros I tijdens een veldtocht tegen de Bulgaren in de slag aan de Warbizapas gevallen (26 juli 811). Zijn schoonzoon Michaël I Rhangabe trok kort daarop de macht naar zich toe. Anders dan zijn voorganger was hij in een duurzame overeenkomst met het westen geïnteresseerd. Daarom zond keizer Michaël I nu van zijn kant een Byzantijns gezantschap naar Aken, dat daar in 812 aankwam. In een publieke ceremonie huldigde deze Karel de Grote en noemde hem „keizer“. Daarmee was het keizerschap van Karel de Grote door het Byzantijnse Rijk diplomatiek erkend. Karel moest daarvoor in de vrede van Aken evenwel weer aan Venetië en Dalmatië verzaken.
Daarenboven zagen de Byzantijnse keizers zich als hogerstaand, en om dit duidelijk te maken voegden de opvolgers van Michael I aan hun titel keizer het genitief van de Romeinen toe (basileus tōn Rhōmaiōn). Daarmee zou hun unieke rang als unieke opvolger van de Romeinse keizer gedocumenteerd worden. De Karel de Grote volgende Westelijke keizers noemden zich daarentegen aanvankelijk slechts imperator augustus (verheven keizer). De titulatuur verheven keizer van de Romeinen (Romanorum imperator augustus) komt in het westen, dat is in het Heilige Roomse Rijk, pas voor het eerst voor ten tijde van Otto III in 996.

#### Hervormingen en interne reorganisatie van het rijk
Met gedeeltelijk ingrijpende hervormingen, die zijn zoon en opvolger Lodewijk de Vrome grotendeels verder bespoedigde, reorganiseerde Karel de Grote het Frankenrijk ook intern. Het eerste doel was, de voorwaarden voor een bestuurspraktijk op schriftelijke grondslag te creëren. Om deze reden nam de onderwijshervorming een aanvang. Abten en bisschoppen werden door verschillende documenten (bijv. Epistola de litteris colendis of Admonitio generalis) de opdracht gegeven, om onderwijs te verzorgen. Aan het hof werden geleerden uit heel Europa samengebracht, aan wie belangrijke hofambten, bisdommen en rijksabdijen werden toegewezen. Begaafde leerlingen konden hier hun opleiding vervolmaken. Het hof werd de draaischijf, waarlangs informatie, persoonlijke betrekkingen, en boeken werden overgedragen. De stamhertogdommen schafte Karel af, waarbij de juridische autonomie van de stammen evenwel werd bewaard. Hij beval bovendien de optekening van stamrechten. In de Lex Frisionum bijvoorbeeld werden de Friezen in het noordwesten en noorden van het koninkrijk op basis van hun traditionele wetten en gewoonten belangrijke privileges toegestaan. Zij werden als "Vrijen" bestempeld en mochten onder andere hun potestaat zelf kiezen. Ook de indeling van Friesland in drie duidelijke afgebakende districten werd in de - hier als voorbeeld genomen - Lex Frisionum schriftelijk vastgelegd.
Het rijksbestuur, dat Karel de Grote trachtte te unificeren, droeg hij vooral over aan zijn hofclerus en een nieuw opgerichte dienstadel.
De hofkapel was het centrale bestuursorgaan van de wereldlijke en geestelijke structuur in het rijk. De uitvoering van het bestuur van het rijk lag in de handen van de graven. Deze fungeerden in het kader van de zogenaamde graafschapstichting als koninklijke ambtsdragers bij de uitoefening van de regalia (gravenban) en waren in bepaalde gebieden plaatsvervanger van de koning (Mark-, Burg- en Paltsgraven). Bijzonder belangrijk waren de markgraven: zij waren de regenten in de nieuw ingerichte grensmarken en hadden in dit gebied verreikende voorrechten, als militair bevelhebber en als ambachtsheer. De markgraven moesten zorgen voor de dienstplichtigen.
Met de overdracht van ambten en lenen aan leidende adellijke families (de „Groten“), verzekerde Karel zich van hun loyaliteit en stichtte daarmee een nieuwe rijksaristocratie. De graafschapsinrichting werd tot belangrijkste instrument ter bewaring van de eenheid van het rijk, hoewel het in de verschillende tradities in het westen respectievelijk het oosten van het rijk (Romeinse Civitas versus Germaanse gouw) zijn grenzen vond.
Met de capitularia werd bovendien een verregaand uniforme wetgeving geschapen, alsook het rechtswezen en de rechtspraak hervormd (onder andere invoering van volksgetuigen (Rügezeugen) en lekenrechters). De regeerbaarheid van Karels rijk zou vooral door de zogenaamde zendgraven, de missi dominici, worden verzekerd. Deze werden meestal paarsgewijs uitgestuurd (een wereldlijke en een geestelijke afgevaardigde), om instructies en verordeningen van de keizer door te voeren. Ze konden in een toegewezen gebied indien nodig ook het onmiddellijk rijksgezag uitoefenen.
De kerk speelde een vooraanstaande rol bij de reorganisatie en consolidatie van het binnenland. Zij werd door Karels uitbouw van de klerikale infrastructuur - er werden onder andere talrijke nieuwe bisdommen gesticht, waarbij Karel zich het recht voorbehield, de bisschoppen zelf te benoemen -, door omvangrijke schenkingen, de bekrachtiging van het tiendegebod en door hervormingen waarschijnlijk tot belangrijkste eenheidsband van zijn rijk gemaakt. De invoering van de metropolitaanstatuten, het regelmatig houden van synodes en de uitvoering van visitaties, maar vooral de bevordering van het vormingsniveau van de clerus waren de beslissende maatregelen voor het uitroeien van kerkelijke misstanden. Door een onder leiding van Benedictus van Aniane doorgevoerde en onder Karels opvolger Lodewijk de Vrome voorgezette monistische hervorming, werden de Regula Benedicti (ora et labora) alsook de algemeen geldende, deze regel aanvullende consuetudines bindend voor kloosters. Nu eerst kwam het tot een duidelijke afbakening tussen monniken en seculiere clerus. Voor de kanunnikstiften en het domkapittel werd het vita communis ("gemeenschapsleven") dwingend voorgeschreven (vgl. Capitula e canonibus excerpta, 813; Institutio canonicorum Aquisgranensis, 816), waardoor ook hier een strengere toezicht op de levenswandel mogelijk werd, wanneer ook de regels minder ascetisch waren dan in het klooster. De door Pepijn begonnen liturgiehervorming naar Romeins voorbeeld werd verder doorgevoerd. Het doel was het oorspronkelijk aan Paus Gregorius de Grote toegeschreven Sacramentarium in plaats van het in de 8e eeuw in omloop gekomen zogenaamde iunggelasianische Sacramentarium in te voeren. Paus Adrianus I zond op vraag van Karel een modelexemplaar naar Aken, het Sacramentarium Gregorianum-Hadrianum. Benedictus van Aniane of Alcuinus schreef ter aanvulling op het geheel op de Romeinse kerkdienst afgestemde Gregorianum-Hadrianum het Supplementum Anianense.
Het eertijds volkomen uiteenlopend geldwezen werd eveneens hervormd. De gouden standaard werd opgegeven, de zilveren denarius als over het hele rijk geldende en voorkomende valuta ingevoerd. Eén solidus respectievelijk schilling was 12 denarii; één pond (libra), waarvan het gewicht tegenover de antieke maatstaf werd verhoogd, kwam overeen met 20 solidi. In Karels muntverordening werd vastgelegd, dat uit een pond zilver 240 penningen (denarius) moesten worden geslagen. De Angelsaksische koning Offa van Mercië nam in die tijd deze regeling over, die in Engeland tot 1971 van kracht was.

### Dood en opvolging
Naar oud Frankisch gebruik regelde Karel in 806 zijn opvolging door middel van een rijksdelingsplan, de zogenaamde Divisio Regnorum. Nadat er al enkele van zijn zonen gestorven waren, verhief Karel in 813 zijn enige legitieme erfgenaam Lodewijk de Vrome tot medekeizer. In 814 volgde Lodewijk de Vrome zijn vader op.
Sinds 810 leed Karel de Grote aan koortsaanvallen. In 811 maakte hij zijn persoonlijk testament op. Na een 47-jarige heerschappij stierf Karel de Grote op 28 januari 814 in Aken en werd in de paltskapel, de zogenaamde Mariakerk, bijgezet (zie: graftombe). De doodsoorzaak is niet met absolute zekerheid vastgesteld;  mogelijk had hij een borstvliesontsteking. Einhard vermeldt dat Karel, nadat hij hevige koorts kreeg, een ontsteking in de zij zou hebben opgelopen, waarna hij stierf.
Reeds vroeg zag Karel zichzelf als dé rechtgelovige verdediger en bewaarder van de christenheid. Daarom werd hij in zijn grafschrift geroemd als imperator orthodoxus, die het regnum Francorum (het Frankenrijk) grootmoedig (nobiliter) heeft uitgebreid.

## Huwelijken en nakomelingen

### Echtgenotes
- Himiltrude (omstreeks 768)[69]
- In 769 huwde hij een dochter van de Langobardenkoning Desiderius, die hij in 770, ten laatste begin 771 verstootte. Zij wordt meestal onder de naam Desiderata vermeld (vermoedelijk heette ze in werkelijkheid Gerperga).[19]
- In 771 huwde hij voor 30 april Hildegard (de gente Suaborum, 758 - 30 april 783), dochter van graaf Gerold van Vintzgouw en Imma, een dochter van de Alemaanse dux Hnabi[70]
- Rond oktober 783 huwde hij met Fastrade (- 10 augustus 794, Frankfurt am Main), dochter van (de vermoedelijk Thürings-Mainfrankische) graaf Radulf[71]
- In 794 of de herfst van 796 huwde hij met Luitgarde (- 4 juni 800), een Alemaanse prinses[72]

Gekende bijvrouwen van Karel de Grote waren:
- Madelgarde[73]
- Gerswinde[74]
- Regina (800)[74]
- Addelinde (806)[74]

### Afstammelingen

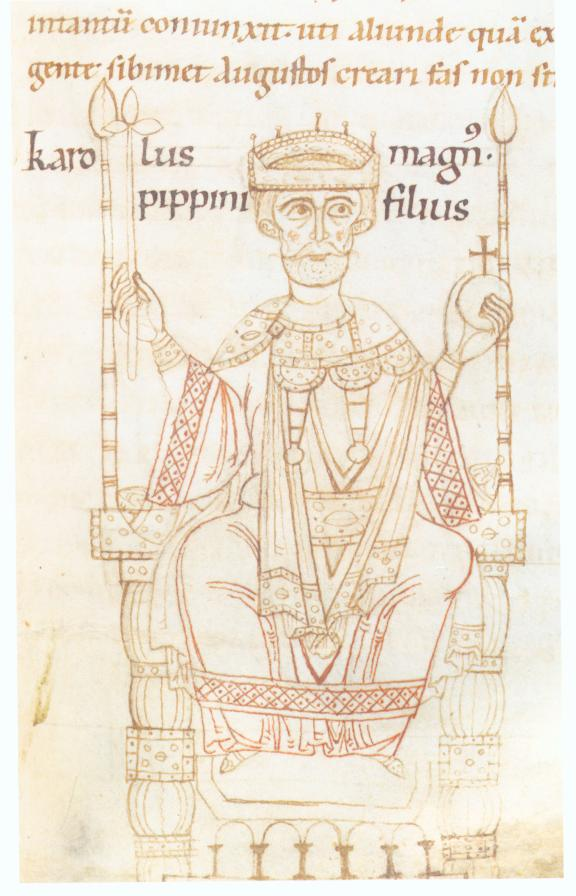
Karel de Grote
(ca. 1112/1114), Kroniek van Ekkehard van Aura, Cambridge Corpus Christi

- uit zijn verbintenis met Himiltrude:
  - Pepijn de Gebochelde (770 - 811)[75]

- uit zijn huwelijk met Hildegarde:
  - Karel de Jongere (772/773 - 811), vanaf 788 koning in Neustrië[76]
  - Karloman (773 - 8 juli 810), als Pepijn koning van Italië[77]
  - Adalhaid/Adalais (juni 774 - juli/augustus 774, Zuid-Gallië)[78]
  - Rotrudis (ca. 775 - 6 juni 810)[79]
  - Hludowic/Lodewijk de Vrome (778 - 840)[80]
    - Lotharius I (795-855)
    - Pepijn I (koning van Aquitanië; 838)
    - Rotrude (± 800-?)
    - Bertha (?)
    - Hildegarde (± 802/804 - 857)
    - Lodewijk II († 876)
    - Karel II (koning van het West-Frankische Rijk, keizer in 875; - 877)
    - Gisela (ca. 820 - 874)

  - Lotharius (juni/augustus 778, Chasseneuil bij Poitiers - 779), tweelingbroer van Louis[81]
  - Bertha (779/780 - na 14 januari 828),[82] in 814 van het Hof verwezen
Bertha had een verhouding met Karels hofgeestelijke Angilbert, waaruit de kinderen Nithard (790 - 844/45) en Hartnid (813) voortkwamen.[83] Bertha's liaison was de inspiratie voor de sage van Eginhard und Emma (Wilhelm Busch).[84]
  - Gisela (voor mei 781 - na 800)[85]
  - Hildegard (na 8 juni 782 - tussen 1 en 8 juni 783)[86]
- uit zijn huwelijk met Fastrada:
  - Theodrada (ca. 785 - 9 januari 844/853, klooster Schwarzach am Main), voor 814 abdis van Argenteuil[79]
  - Hiltrude (ca. 787 - na 800)[87]
- van een onbekende vrouw:
  - Hruodhaid (ca. 787 - na 800)[74]
- uit zijn verbintenis met Madelgarde:
  - Ruothild (- 24 maart 852), abdis van Faremoutiers[88]
- uit zijn verbintenis met Gerswinde:
  - Adalthrude[74]
- uit zijn verbintenis met Regina:[74]
  - Drogo (17 juni 801 - 8 december 855), vanaf 818 geestelijke, in 820 Abt van Luxeuil, vanaf 823 bisschop van Metz, vanaf 834 aartsbisschop en aartskapelaan van Lodewijk de Vrome
  - Hugo (802/806 - 14 juni 844), vanaf 818 geestelijk, monnik in de abdij van Charroux, vanaf 822/823 abt van Saint- Quentin, vanaf 836 Abt van Saint-Bertin, vanaf 834 tot 840 aartskanselier van Lodewijk de Vrome
- uit zijn verbintenis met Addelinde:
  - Theoderich (807 - na 818), in 818 geestelijke geworden[74]

## Culturele betekenis

### Karolingische renaissance

Het signum van Karel de Grote onder een op 31 augustus 790 in Kostheim uitgevaardigde oorkonde: eigenhandig geschreven is slechts de V-vormige "Vollziehungsstrich" binnen de ruitvormige O van het zogenaamde "Karelmonogram", waardoor de bovenste helft van de O tegelijkertijd als A (voor KAROLVS) wordt gelezen. De lineaire tekst aan weerszijden van het kruisruitmonogram luidt Signum Karoli gloriosissimi regis "Zegel van de meest glorierijke koning Karel"

Karels heerschappij staat op cultureel vlak bekend als de periode van de zogenaamde Karolingische renaissance. Kunst, literatuur en architectuur kenden een ongewone opleving.
Karel bracht de belangrijke geleerden van zijn tijd aan zijn hof bijeen, onder wie de Angelsaksische geleerde Alcuinus als hoofd van de Domschool van Aken, de Langobarden Paulus Diaconus en Petrus van Pisa, de Visigoten Theodulf van Orléans en Angilbert en Einhard (ook wel Eginhard genoemd). Hildebold, de eerste aartsbisschop van Keulen, was Karels kanselier en aartskapelaan van zijn hof. De door Karels hof ingevoerde Karolingische minuskel (Carolina), een uit kleine letters bestaand boekschrift, was onder andere het voorbeeld voor het vandaag de dag nog veelgebruikte lettertype Antiqua. Er ontstond onder het waakzame oog van de keizer voor enkele decennia een intellectueel centrum met een zeer stimulerende sfeer en een uitstraling die reikte tot in alle uithoeken van het rijk. Haar vitaliteit en creativiteit had het te danken aan de persoonlijke interesse van de heerser evenals het engagement van de daardoor aangespoorde geleerden, literatoren en kunstenaars, maar vooral aan het feit dat een onderwijsconcept de gemeenschappelijke grondslag vormde, namelijk het geloof in de intrinsieke waarde van onderwijs buiten het nut ervan voor machtspolitieke, kerkelijke, theologische of economische doelen.
De septem artes liberales, waarvan het volledige herstel van het in de late oudheid ontwikkelde concept het doel was, vormden zeker geen doelgerichte, op onmiddellijke aanwendbaarheid van technische vaardigheden gerichte afgesloten leerprogramma's, maar verschaften een formele vorming met een taalkundig-literair zwaartepunt als uitgangspunt voor een levenslang leren, ook na het afsluiten van de eigenlijke vormingsfase, opdat het voor leidinggevende en verantwoordelijke functies geschikte persoonlijkheden met de nodige algemene vorming en dienovereenkomstig verruimde intellectuele horizon zou voortbrengen. „Mij is het duidelijk voldoende om de wijsheid om haarzelf na te streven.“, zo vatte de mogelijk meest uitgesproken „humanist“ onder de Karolingische geleerden, Lupus van Ferrières, in zijn beroemde voorstellingsbrief aan Einhard rond 830 weemoedig op de gouden tijd onder Karel de Grote terugblikken deze onder Lodewijk de Vrome reeds weer bedreigde vormingsidee van de Karolingische renaissance vol zorgen om de toekomst als het ware bezwerend samen. Dat dit niet louter lippendienst was, laat zich aan de werken aflezen, waarmee Lupus en andere zijnsgelijken zich bezighouden en die zij zelf schreven.
Volgens Einhard was Karel de Grote ook in de instandhouding van zijn moedertaal (lingua propria) zeer geïnteresseerd, met andere woorden de West-Germaanse idiomen van de Franken (vgl. Ripuarisch, Moezelfrankisch, Frankisch, Oudhoogduits). Zo gaf Karel aan zijn geleerden de opdracht om een grammatica voor zijn moedertaal op te stellen. Daarbij kan het ook slechts om een letterkundig werk zijn gegaan. Daarenboven liet Karel „barbaarse“ (d.i. in het Germaanse respectievelijk de volkstaal) „en zeer oude (helden)lieden, in dewelke de daden en oorlogen van oude koningen werden bezongen, opschrijven“. In welke taal en onder welke vorm dit werd neergeschreven (in het Latijn of het Oudhoogduits, als regesten of in liedvorm), is onduidelijk. Deze verzameling is om onbekende redenen niet bewaard gebleven. Karels zoon Lodewijk de Vrome werd in de nieuwe tijd menigmaal ten onrechte voor het verlies ervan verantwoordelijk geacht. Bij Einhard wordt verder ook vermeld, dat Karel de Latijnse benamingen van de winden en de maanden zelfs in het Frankische vertaalde, zo noemde hij januari wintermaand (Wintarmanoth), mei weidemaand (Wunnimanoth), december heiligemaand (Heilagmanoth). Ook werd voor een verzameling van de belangrijkste wetteksten, zowel van het volks- en stamrecht alsook van de Capitularia, gezorgd. Belangrijke kerkelijke tekst zoals de Latijnse Bijbel, de zogenaamde Vulgata, de regel van Benedictus en het Sacramentarium van Paus Gregorius de Grote werden van taalkundige verloedering gereinigd en in modelexemplaren voor verveelvoudiging beschikbaar gesteld. Door de hofbibliotheek werden zeldzame teksten aan de kathedraal- en kloosterbibliotheken ter afschrift ter beschikking gesteld. Boekenbestanden werden in boekenlijsten opgenomen en desideratalijsten opgesteld. Al deze activiteiten beoogden allereerst ooit de systematische sortering, registratie en inventarislijst van de gehele overgeleverde cultuurtraditie, om op dit fundament te kunnen verder bouwen.

### Kerken en kloosters, paltsen en paleizen

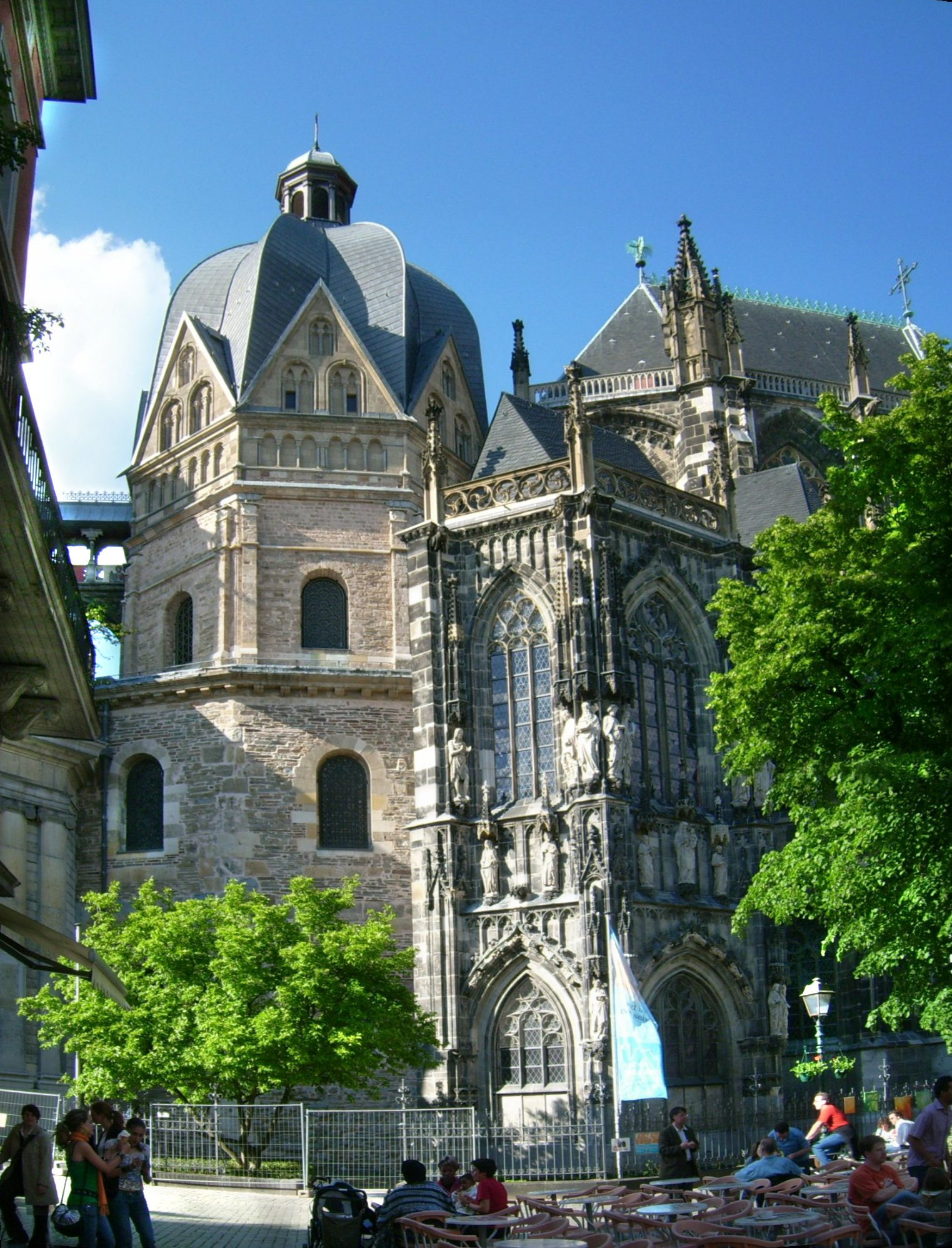
De Paltskapel in Aken

Einhard (Karels biograaf en leider van de Domschool als opvolger van Alcuinus, die in 796 het hof verliet en abt van Saint-Martin de Tours werd – mogelijkerwijs hield zijn overstap verband met zijn openlijke kritiek op de koning zijn houding tegenover de Saksen), spreekt ook over zijn omvangrijke bouwactiviteit. In de eerste plaats wordt daarmee de „wonderbare“ Paltskapel in de Akener koningspalts bedoeld, die in de laatste 20 jaar van zijn leven zijn lievelingspalts werd, bij wijze van spreken een soort van „hoofdstad“ ten Noorden van de Alpen. Voor deze zou hij zelfs zuilen en grootse Marmerstukken uit Rome en Ravenna hebben laten overbrengen. Ook een ruiterstandbeeld van Theoderik de Grote liet hij uit Ravenna naar Aken overbrengen, waar Walahfrid Strabo in zijn gedicht De imagine Tetrici postuum kritiek op uitte. Daarnaast vermeldt Einhard ook een houten brug over de Rijn bij Mainz, die echter al snel weer was afgebrand, zoals ook de bouwaanvang van een tweede paleis bij Ingelheim en Nijmegen.
Kloosters werden onder andere in Sankt Gallen (het huidige Zwitserland) en op het eiland Reichenau (Bodenmeer) (zie ook: Abdij van Reichenau), in het ingelijfde Beieren in St. Emmeram bij Regensburg, in Freising en aan de Tegernsee (belangrijkste Benedictijnenabdij van Opper-Beieren, in 817 tot de meest welgestelde kloosters in het rijk van keizer Lodewijk de Vrome gerekend), in het huidige Oostenrijkse Mondsee (daar was ook Salzburg sinds de Avarenoorlogen van 791 tot 799 een centrum van de Missie) alsook in Fulda en in Trier opnieuw gesticht, tot abdijen verheven of ondergingen een aanzienlijke stijging in hun aanzien. Zij werden de drijvende kracht van de onderwijshervorming, die door Karel was begonnen, en werden derhalve veelvuldig uitgebouwd en uitgebreid. Voor de Abdij van Sankt Gallen bijvoorbeeld was de periode van de 9e tot de 10e eeuw een Gouden Tijdperk. Het daar omstreeks 790 ontstane Latijns-Duitse woordenboek Abrogans wordt beschouwd als het alleroudste Duitse boek. Ten slotte waren het ook monniken, die begin 9e eeuw de edelroos naar Midden-Europa invoerden en de tuinbouw in het algemeen aanzienlijk professionaliseerden.

### Capitulare de villis

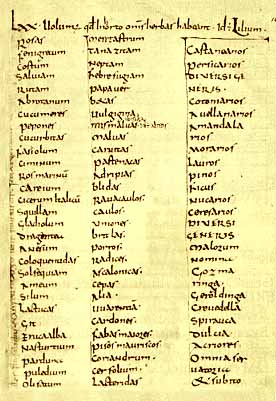
Hoofdstuk LXX van de Capitulare de villis vel curtis imperii

Een gekende bron voor de economische geschiedenis (in het bijzonder die van de land- en tuinbouw), is de landgoederenverordening Capitulare de villis vel curtis imperii, die door Karel de Grote als een gedetailleerd voorschrift over het beheer van de kroondomeinen werd afgekondigd. In hoofdstuk 70 van de Capitulare worden 73 voedingsgewassen (inclusief geneeskruiden) en 16 verschillende fruitbomen beschreven, die in alle keizerlijke landgoederen door de beheerders waren aan te planten. In dit document werd ook aangedrongen op het bijhouden van een geschreven administratie en een regelmatige verantwoording van het beheer.

## Karel de Grote in de middeleeuwse literatuur
Over het leven en werken van Karel de Grote ontstonden na zijn dood vele sagen, onder andere de Karelromans en chansons de geste (Roelandslied). Als Latijnse tegenhanger van het Oud-Franse Roelandslied werd tussen 1130 en 1140 de Historia Karoli Magni et Rotholandi geschreven. Naast het Roelandverhaal beval de pseudo-Turpijn de legende, dat Karel de Grote naar het graf van Sint-Jakobus in Santiago de Compostela was gegaan en het van de Saracenen had bevrijd. De historische Karel de Grote daarentegen is niet naar Compostela gekomen, en zijn strijd in Noord-Spanje in 778 verliep niet zeer roemrijk (Zie: Krijgstochten tegen de Moren). Omstreeks 1200 werd de Historia Karoli Magni et Rotholandi door een onbekende auteur onder de titel Karolellus in hexameters overgezet.

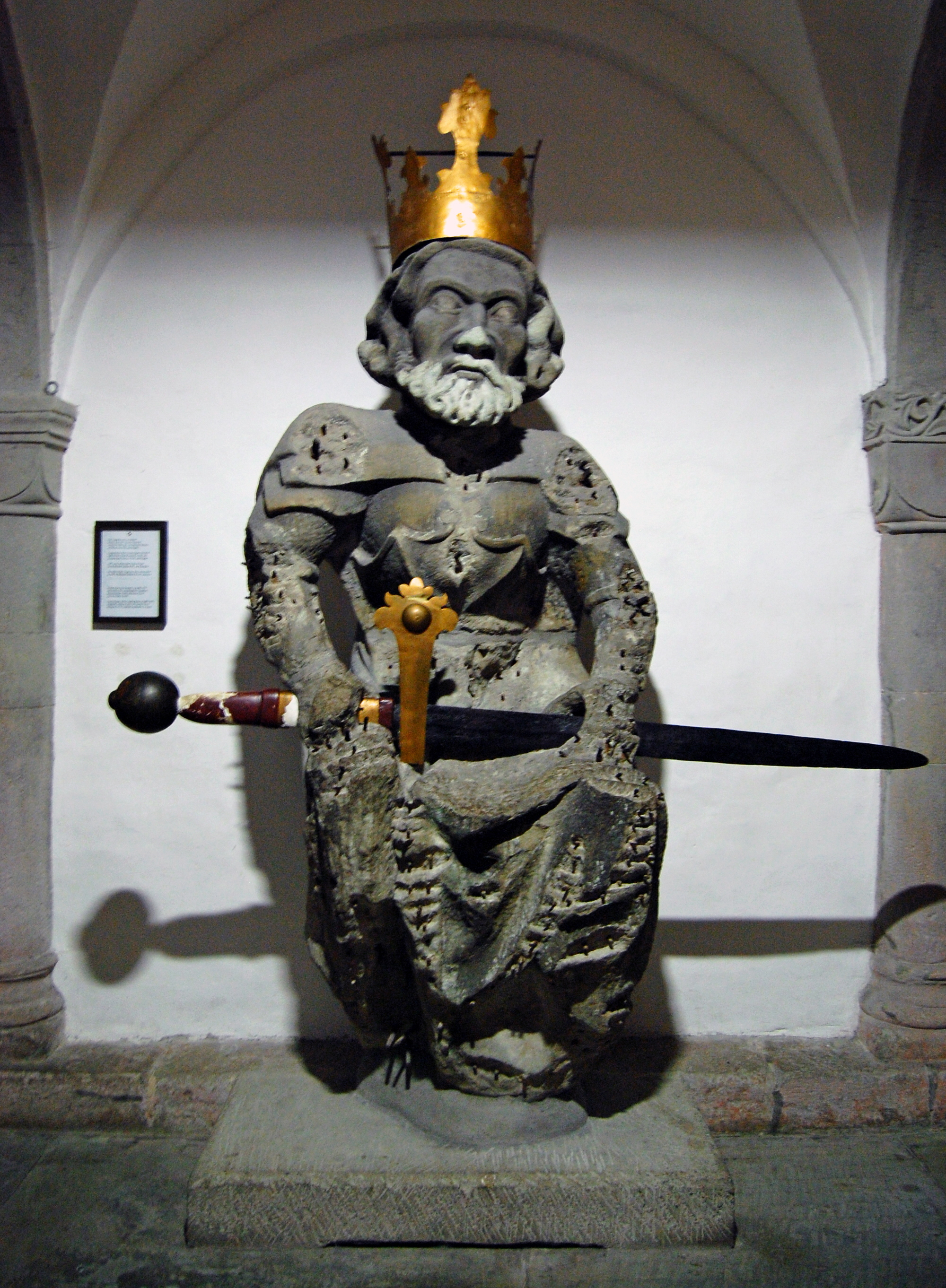
Standbeeld van Karel de Grote in de crypte van de Grossmünster van Zürich

Daarnaast ontstond in de Hoge Middeleeuwen de legende, dat Karel de Grote naar het Heilig Land was getrokken, de Heidenen uit Jeruzalem had verdreven en hiervoor was beloond met waardevolle relikwieën, waaronder de Doornenkroon van Christus. Nadat het motief van de Karel de Grote zijn reis naar het Oosten reeds in de Chronicon van Benedictus monachus (Benedictus van Sant'Andrea del Soratte) aan het eind van de 10e eeuw opduikt, komen we de volledig uitgewerkte legende voor het eerst tegen in de in 1053/54 in het klooster van Saint-Denis opgestelde Descriptio clavi et corone domini ("Beschrijving van de nagel [van het Kruis] en de [Doornen-]kroon van de Heer"). De historische Karel de Grote is echter nimmer naar Jeruzalem afgereisd, maar had in werkelijkheid voor zijn diplomatieke inspanningen voor het welzijn van de christenen in het Heilige Land enige relikwieën uit het Heilig Graf gekregen.
De graven van de Züricher stadspatronen Felix en Regula zouden door Karel de Grote zijn herontdekt. Deze had ooit eens een hert van Aken tot aan Zürich achtervolgd, toen zijn paard plotseling door de knieën ging, om de graven van de heiligen reverentie te bewijzen. Karel had daarop het gebeente laten opgraven en ter ere van de heiligen de kerk en de proosdij Grossmünster gesticht. De graven van de Heiligen waren tot de Reformatie in de zogenaamde Zwölfbotenkapelle toegankelijk voor de pelgrims. In diezelfde kapel werden ook relikwieën van Karel de Grote bewaard, die in 1233 naar Zürich waren overgebracht.

### Frankische romans
De Frankische of Karelromans (ook wel Karelepiek genoemd) met Karel de Grote als centrale figuur zijn de oudste soort ridderromans. Originele versies uit de tijd waarin deze teksten werden geschreven bestaan nauwelijks. Wat we nu kennen zijn ofwel fragmenten ofwel complete, maar omgewerkte versies die pas werden gedrukt in de 15e en 16e eeuw. Wat deze Karelromans gemeenschappelijk hebben is dat ze zich elk baseren op een Franse chanson de geste ("heldenlied").
Zo gaat het Middelnederlandse Roelantslied uit het begin van de 13e eeuw terug op het Franse Chanson de Roland dat dateert van ca. 1100. Hierin wordt verteld hoe de achterhoede van Karels leger door moslims wordt aangevallen. Als christelijke helden worden hier Roelant en Olivier opgevoerd, en natuurlijk worden ook de Spaans-Arabische moslims (de Saracenen) als krijgshaftig voorgesteld. In werkelijkheid vond deze historische gebeurtenis plaats in de Pyreneeën bij Ronceveaux, en de aanvallers en overwinnaars waren geen moslims maar Basken.
Reinout van Montalbaen baseert zich op het Franse Renaud de Monteban en verhaalt over de ruzie en de strijd tussen Karel de Grote en de familie van de Graaf van Aymont, wiens kinderen bekend zijn als de vier Heemskinderen (van 'Haymijns kinderen'). Dankzij hun wonderpaard Beyaert en met de bescherming van ridder Malegijs, maken zij het Karel flink lastig, maar uiteindelijk moeten ze zich onderwerpen aan het feodale gezag. Voor het ros Beyaert, het lievelingsdier van Reinout, de jongste van de vier heemskinderen, loopt het niet zo goed af, want Karel eist als teken van onderwerping dat het paard verdronken wordt in de Maas. Van deze epische tekst bezitten we echter nog slechts fragmenten. Het verhaal is ons wel overgeleverd uit een in de late middeleeuwen gedrukte prozatekst met de titel De historie van de vier Heemskinderen.
Karel ende Elegast uit de 13e eeuw is mogelijk de bekendste roman van deze groep. Over de auteur weten we niets. Het thema is hier het belang van feodale trouw en vertrouwen in God. We zouden daaruit kunnen afleiden dat het verhaal waarschijnlijk bedoeld was om in aristocratische kringen te worden voorgedragen. Het onderscheidt zich van andere Karelepiek doordat er veel minder in gevochten wordt en ook omdat het zo kort is: slechts 1414 versregels. Vandaar dat sommige letterkundigen het eerder als een soort novelle (een korte vertelling) beschouwen dan als een epos.
Girart de Vienne uit de 12e eeuw werd geschreven door Bertrand de Bar-sur-Aube en gaat over de vete tussen Karel de Grote en de vier zonen van Garin de Monglane: Girart de Vienne, Hernaut de Biaulande (de oudste), Milon de Puglia (Apulië) en Renier de Geneva (Genève). Aan de jonge Girart was door Karel de weduwe van de Bourgondische hertog beloofd, maar toen Karel haar zag wilde hij haar zélf trouwen. De hertogin verkoos Girart, maar Girart wilde wachten. Toen koos de hertogin verontwaardigd er voor om met Karel te trouwen. Uit wraak zette zij, in haar bruiloftsnacht, toen Girart Karel de voet wilde kussen, omdat hij Vienne had gekregen, haar voet voor die van Karel. Girart kuste dus, zonder dat hij dat wist, haar voet en dat hield ze niet geheim. Die schande moest gewroken worden. De jonge Aymeri, later Aymeri de Narbonne, Girarts neef en zoon van Hernaut de Biaulande, nam wraak en doodde de koningin bijna met een mes. Ze dook op tijd weg. Aymeri keerde daarop terug naar Vienne, de stad van zijn oom Girart. Toen werd Vienne zeven jaar door Karel de Grote belegerd. Op een eiland in de Rhône streden Roland (Roeland), Karels neef en Olivier, Girarts neef - hij was de zoon van Renier van Geneva - in een tweekamp om het conflict te beslechten. Aude, Oliviers zuster en Roelands geliefde, keek toe. Een engel beëindigde het gevecht en zei dat er vrede moest worden gesloten. Pas later, toen Karel op zwijnejacht was en hij door mannen van Vienne werd omsingeld, ging hij op het vredesverzoek in. Tijdens het feest in Vienne werd besloten dat Aude met Roeland zou trouwen. Daar is het nooit van gekomen, omdat de Saracenen Francia binnenvielen en de Slag bij Roncevaux in 778 een einde aan Roelands leven maakte.
Huon de Bordeaux uit de 13e eeuw gaat over Huon, de zoon van de overleden graaf Seguin, die in 796 naar het hof van Karel de Grote in Parijs wordt gestuurd. Onderweg wordt hij overvallen door Charlot (Karel de Jongere), op advies van Amaury (familie van de verrader Ganelon). Huon doodt Charlot uit zelfverdediging. Als straf wordt Huon verbannen en moet hij de Admiraal Gaudys van Babylon vier van zijn tanden uittrekken en bovendien diens baard meenemen. Ook moet hij Claramond, zijn dochter, drie maal kussen. Huon krijgt hulp van Oberon de Feeënkoning, Garin van St. Omers en Gerames. Huon slaagt in zijn missie. Teruggekomen wordt hij in de val gelokt door zijn jongere broer Gerard en diens schoonvader Guibert (Gybouars), graaf van Sicilië. Zij willen hem, beroofd van zijn schatten, door Karel laten veroordelen. Die besluit tot zijn dood, boos als hij nog altijd is om het verlies van Charlot. Maar dan verschijnt Oberon, die Gerard zijn valse daden laat opbiechten. Gerard en Gybouars worden opgehangen en Huon krijgt Bordeaux terug en wordt paladijn van de keizer. Na vier jaar mag Huon bij Oberon verschijnen om diens kroon over te nemen en zelf koning van Feeënland te worden.

## Voortleven in de herinnering

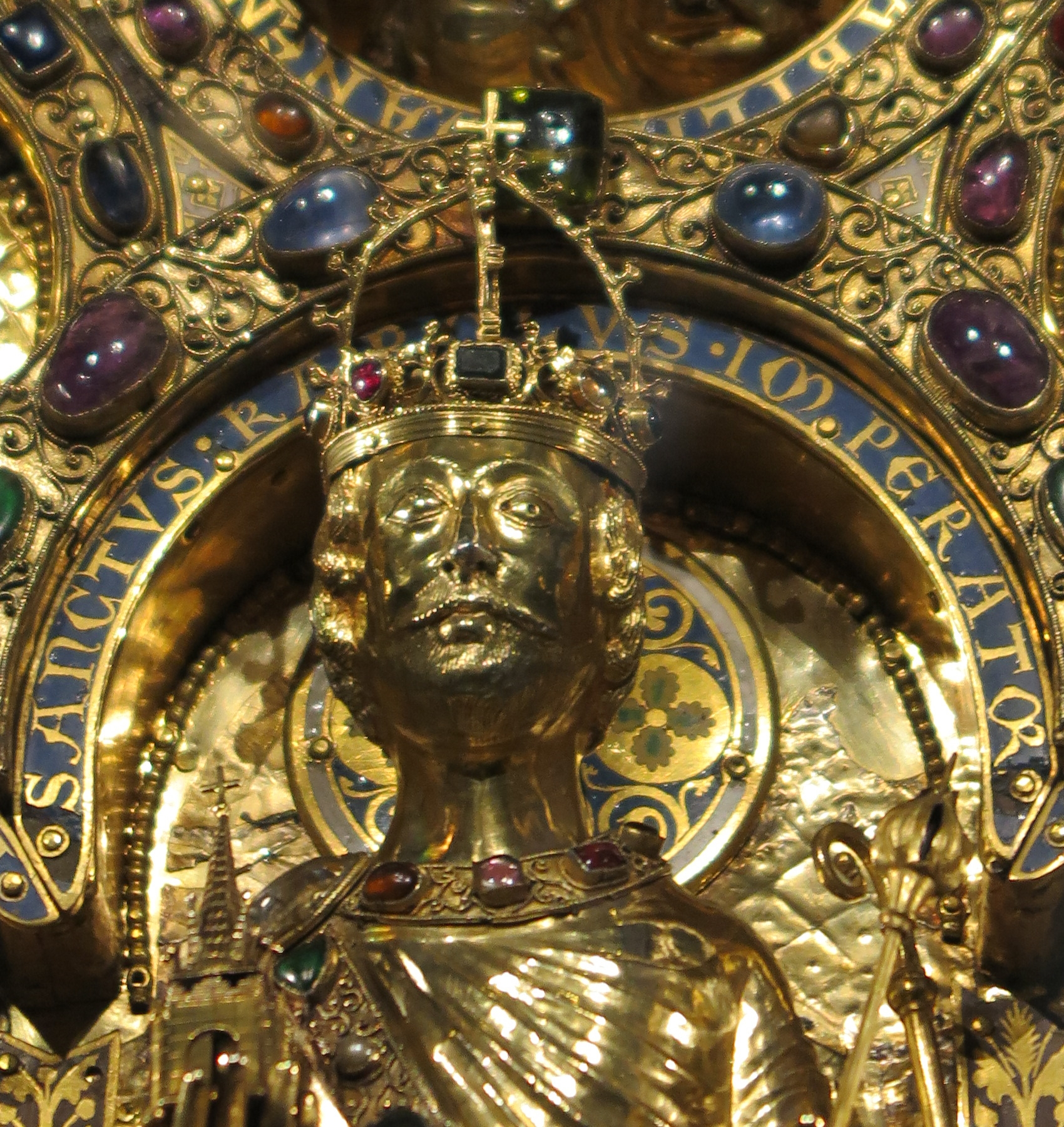
Karel de Grote aan de voorkant van het Karelschrijn

Onder de middeleeuwse heersers neemt Karel de Grote ook met betrekking tot de omvang en het belang van zijn voortleven in de herinnering een unieke positie in, in vergelijking met Otto de Grote, Frederik Barbarossa of Frederik II. Deze begint strikt genomen reeds met de ter bewaring van de memoria (herinnering) en de verzekering van de gebedsherdenking opgerichte graftombe in de Paltskapel te Aken.

### Graftombe
Nadat Karel de Grote op 28 januari 814 was overleden, werd hij begraven in zijn eigen kapel te Aken, die de kern van de huidige kathedraal vormt.
Het lichaam van Karel de Grote is al enige malen gezien, doordat het graf enkele malen werd geopend. Voor de eerste keer gebeurde dat in het jaar 1000, toen keizer Otto III samen met graaf Otho van Lomello het graf openden. Zij troffen hem zittend aan, alsof hij leefde, gekroond met de gouden kroon, de scepter houdend in gehandschoende handen, waarvan de nagels zo lang geworden waren dat zij de handschoenen doorboorden. Toen zij binnen traden roken zij een sterke geur. Vervolgens brachten zij hem hulde door te knielen. Zij trokken hem witte klederen aan, knipten zijn nagels en herstelden de punt van zijn neus. Dit laatste was echter het enige wat aan hem ontbrak. Ten slotte trokken zij een tand uit. Aldus het ooggetuigenverslag van Lomello. Thietmar von Merseburg zegt daarentegen dat zij hem een gouden kruis, dat om zijn hals hing ontnamen. Deze merkwaardige handeling van Otto zou te begrijpen zijn tegen de achtergrond van zijn behoefte om boete te doen wegens de terechtstelling van Crescentius II. De Kroniek zegt: 'Hij (Otto) heeft toen wegens bewondering van de grote keizer Karel bevolen het gebeente van hem op te graven in strijd met de christelijke regels van de goddelijke religie, maar wegens deze daad heeft hij de straf van de eeuwige vergelder op zich doen aanlopen.'
Vervolgens gebeurde dat in 1166. Toen werd de talisman van Karel de Grote gevonden. In werkelijkheid lag het skelet in een hergebruikte Romeinse sarcofaag.
Karel de Grote werd nog op zijn sterfdag zelf in de Paltskapel van Aken bijgezet. De precieze plaats is onbekend. Lange tijd gold het eenmalige atrium (d.i. het huidige westelijk deel van de Dom van Aken) als de meest waarschijnlijke plaats. Evenwel werd tijdens een drie jaar durende zoektocht (tot mei 2010) geen graf in de buurt van de huidige dom gevonden. De oudste vondsten in het huidige westelijk deel werden tot de 13e eeuw gedateerd en zijn dus duidelijk jonger dan een mogelijk graf van Karel de Grote. Volgens sommige archeologen bestaat echter de mogelijkheid dat het graf nog verder westwaarts, onder het huidige domhof, kan liggen.

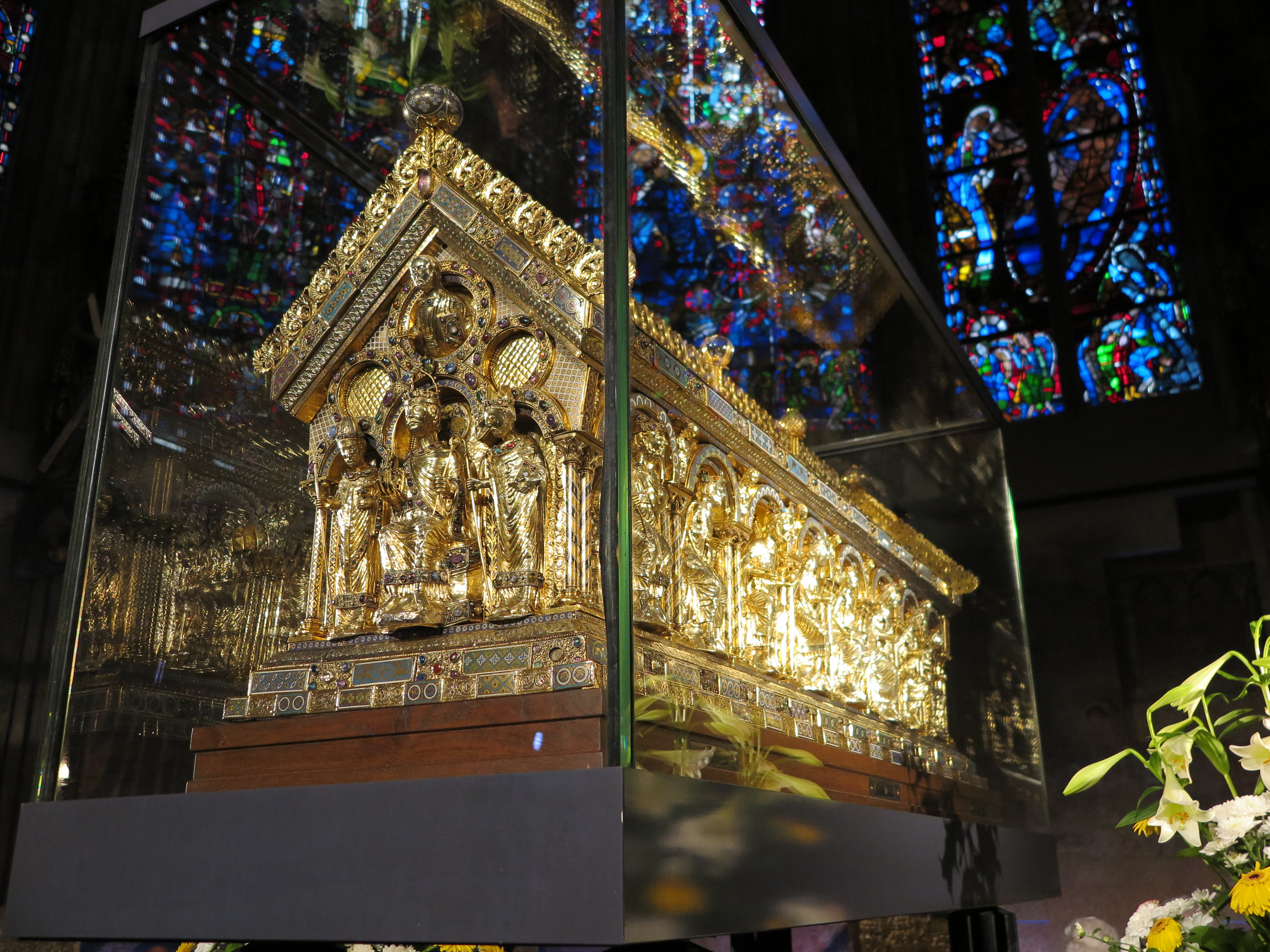
Karelschrijn in de Dom van Aken

Volgens Einhard richtte men over het graf een vergulde arcadeboog met een standbeeld (van Karel de Grote) en een inscriptie op. Dit monument werd vermoedelijk kort voor de Noormanneninval van 882 verwijderd, waardoor Karels graf niet gevonden en geplunderd kon worden. Bij zijn oponthoud in Aken in mei 1000 liet Keizer Otto III het graf van Karel de Grote zoeken en openen. Volgens enkele bronnen werd bij deze grafopening Karels lijk in zittende houding en in ongeschonden staat in een grafkamer aangetroffen. De geloofwaardigheid van dit relaas heeft voor grote controverse gezorgd, aangezien een bijzetting van Karel gezeten op een troon in 814 zeer ongebruikelijk zou zijn geweest en ook niet door de archeologische bevindingen wordt ondersteund.
Bij Karels heiligverklaring in 1165 en de daarmee verbonden elevatio moest zijn graf een tweede maal worden gezocht. Keizer Frederik I Barbarossa had daarbij een „goddelijke ingeving“ om het ter bescherming tegen vijanden onherkenbaar gemaakte graf terug te vinden. Barbarossa's kleinzoon Frederik II bracht in 1215 het gebeente van Karel de Grote over in de vergulde Karelschrijn, die vandaag de dag in het koor van de dom van Aken staat.

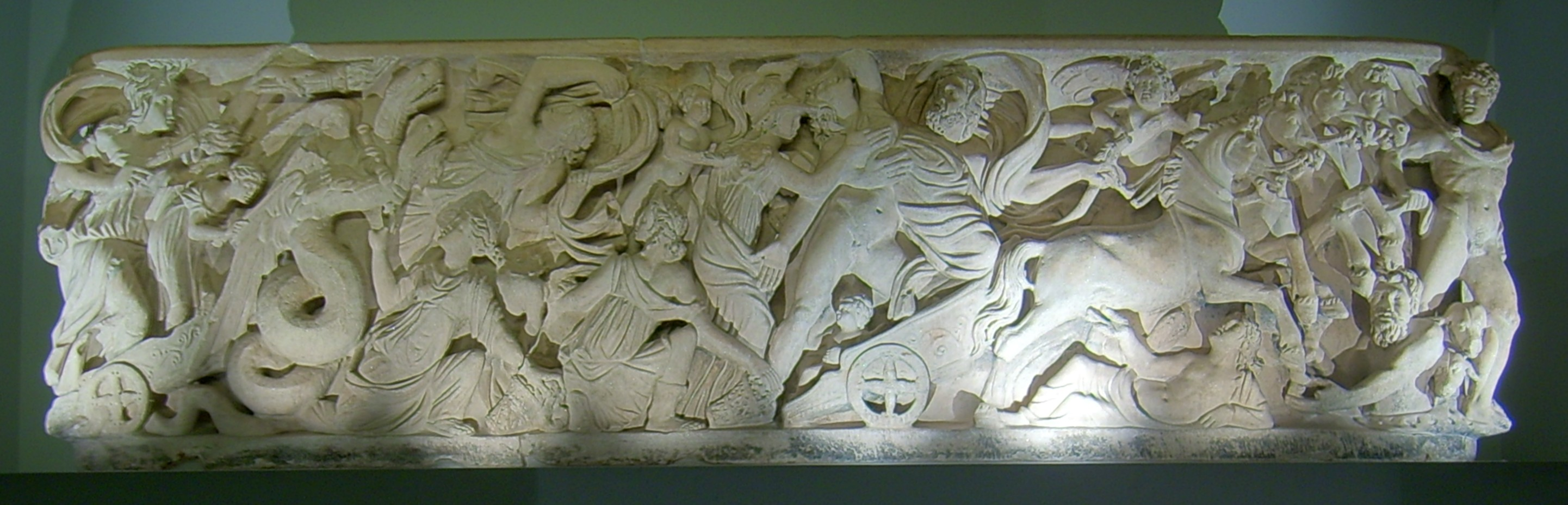
Proserpina-sarcofaag in de Domschatkamer van Aken

Omstreden is wanneer Karels gebeente in de eveneens beroemde, vandaag de dag in de domschatkamer van Aken opgestelde Romeinse Proserpinasarcofaag uit de 2e eeuw, is bijgezet. Hägermann houdt een in 814 plaatsgevonden bijzetting van Karel in deze sarcofaag voor twijfelachtig, daar voor 814 de teraardebestelling van Karel wel is gedocumenteerd, maar dat geldt niet voor de marmeren sarcofaag. Bovendien is het onwaarschijnlijk dat men een zo prachtig met reliëf versierde sarcofaag in de kerkbodem verzonk. Hägermann vermoedt daarom, dat de Proserpinasarcofaag pas in 1165 na de blootlegging van het graf van Karel de Grote door Frederik I Barbarossa ter bewaring van het gebeente van Karel werd gebruikt, tot deze dan later deels in de vergulde Karelschrijn, deels in een armreliquiarium wordt bewaard.

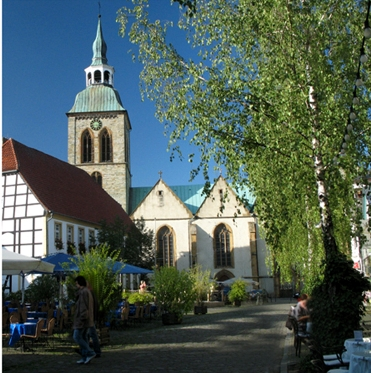
De parochiekerk St. Caroli Magni et beati Aegidii in Wiedenbrück

### Heiligverklaring
Op initiatief van keizer Frederik Barbarossa werd Karel de Grote op 29 december 1165 door Reinald van Dassel, aartsbisschop van Keulen, met de goedkeuring van de tegenpaus Paschalis III, heilig verklaard. Deze heiligverklaring werd niet geaccepteerd door paus Alexander III, waardoor zijn feestdag (28 januari) niet officieel werd erkend. Maar de curie heeft daarna nooit bezwaar gemaakt tegen deze heiligverklaring, en sinds 1176 wordt de verering van Karel de Grote als Zalige in de steden Aken en Osnabrück door de Katholieke Kerk eerder getolereerd. De Karelverering kende haar hoogtepunt in de late middeleeuwen. Tot op de dag van vandaag dragen kerken Karels naam, zoals de parochiekerk in het Westfaalse Wiedenbrück St. Caroli Magni et beati Aegidii.
In de Dom van Aken en in de Dom van Frankfurt wordt jaarlijks op 28 januari een Karlsamt naar een uit de 15e eeuw overgeleverd liturgie gehouden. Onderdeel van de Karlsamt zijn de Urbs Aquensis (of Karlssequenz), een Latijnse lofzang op de stad en de keizer alsook de eveneens Latijnse Kaiserlaudes met lofbetuigingen aan Christus en voorbidden voor Kerk, paus, bisschop, het Duitse volk en alle regeerders. De preek wordt door een lid van een Europese bisschoppenconferentie gehouden.

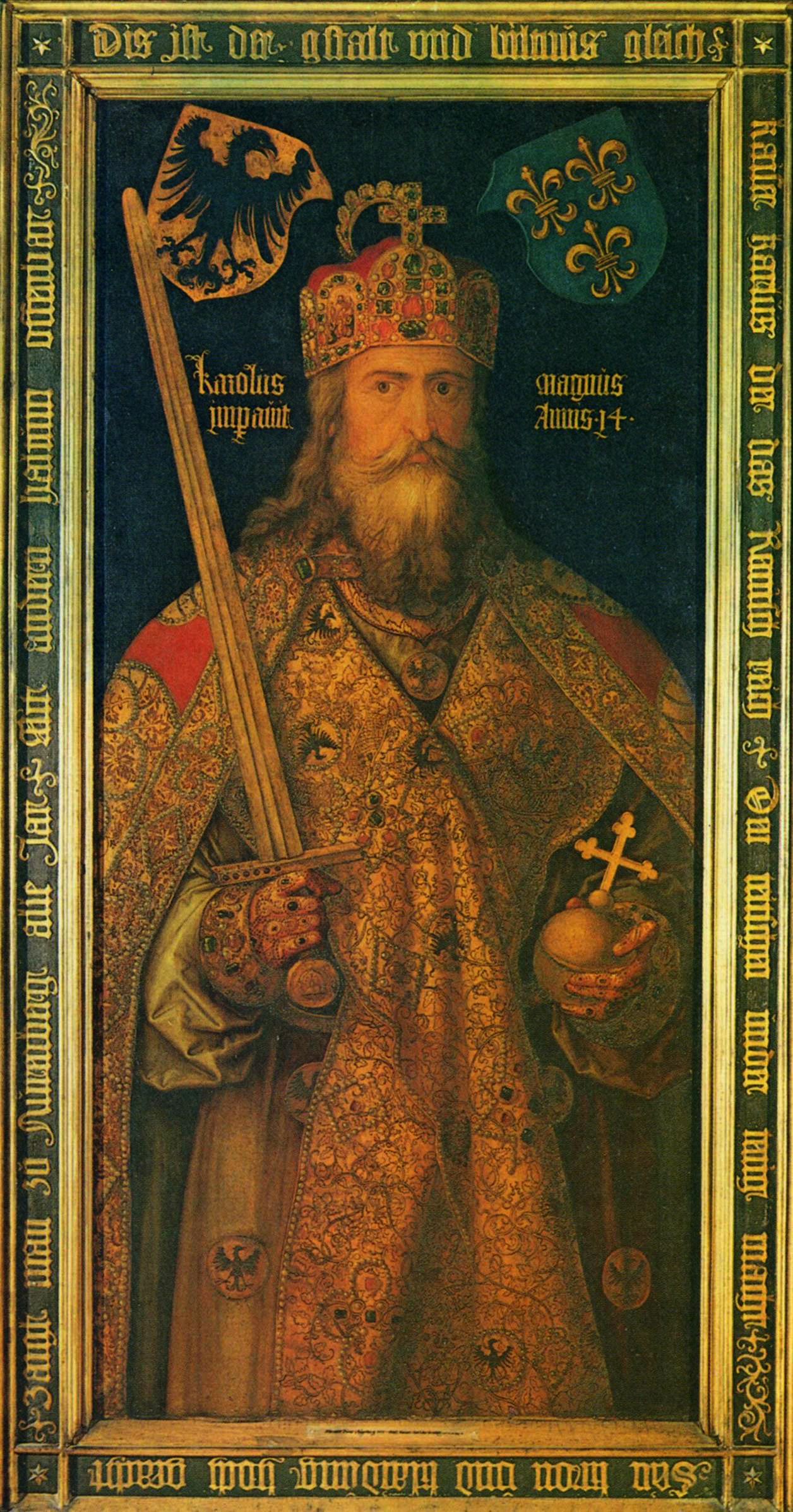
Karel de Grote (1513), Albrecht Dürer, Germanisches Nationalmuseum.
Ideaalbeeld met kort na zijn dood gemaakte delen van de keizerlijke regalia, geschilderd in opdracht van zijn vaderstad Nürnberg

Anders dan in de Rooms-Katholieke Kerk werd de gedenkdag van Karel de Grote op 28 januari door de Evangelische Kerk in Duitsland officieel erkend: het is sinds de opstelling van de Evangelische naamkalender in 1969 in deze opgenomen.

### Visuele voorstellingen
Er zijn geen contemporaine beeltenissen van Karel de Grote overgeleverd. Een van de oudste voorstellingen van Karel is afgebeeld in het Sacramentarium van Karel de Kale van rond 870, dat hem in Karolingische kleding toont en biedt aldus een representatieve voorstelling van een hoogadellijke persoon uit de tijd van de Karolingen. Een kopie uit de 10e eeuw naar een verloren origineel uit de tijd van Lodewijk de Vrome toont Karel de Grote in dispuut met koning Pepijn van Italië. Uit de tijd van Karel de Kale (jongere School van Metz, ca. 870) stamt de beroemde bronzen ruiterstatuette van het Louvre in Parijs, die waarschijnlijk als een herdenkingsbeeld van Karel de Grote, mogelijkerwijs echter ook als een voorstelling van Karel de Kale zelf is te bestempelen.
Sindsdien werden telkens in een aan de stijl van die tijd beantwoordende beeldtaal over Karel de Grote en zijn uiterlijk voortgebracht, die echter niets met de werkelijkheid hadden te doen, maar zijn daardoor belangrijke getuigenissen van de receptiegeschiedenis en als projecties van hunkeringen, legitimatiebehoeftes en machtsfantasieën van de toenmalige tijd op de eigen geschiedenisbeelden te zien. Typisch voor deze voorstellingen van de historieschilderkunst, die sinds de 19e eeuw, het tijdperk van het historisme, met een wetenschappelijke waarheidsaanspraak optrad – theoretici van deze beweging als Max Schasler beriepen zich op de categorie van het waarschijnlijke – en aldus ingang in de geschiedenisboeken van die tijd vond, zijn bijvoorbeeld Albrecht Dürer's afbeeldingenplaat, dat zich tegenwoordig in het Germanisches Nationalmuseum bevindt, of de fresco's van Alfred Rethel in de raadhuiszaal te Aken (ontworpen 1840-45; realisatie 1847-51; nadat Rethel was ziek geworden voltooiing van de cyclus door Rethel's leerling Joseph Kehren in afwijkende stilering). Ook in de Römer in Frankfurt (Philipp Veit) en in de Münchner Residenz (Julius Schnorr von Carolsfeld) ontstonden destijds Keizerzalen met beeltenissen van Karel de Grote.
Johann Nepomuk Zwerger had in 1843 voor de Oude Brug in Frankfurt am Main een historiserend standbeeld van Karel de Grote gemaakt, duidelijk in navolging van het portret van Dürer.
Opvallend is de reeds in de tijd van de Ottonen letterlijk te verstane verheffing van zijn persoon.
Van Europees belang is de in 1996 gevonden gouden solidus, de tot nu toe enige gevonden goudmunt met de beeltenis van Karel de Grote, die in het museum van de Keizerpalts Ingelheim wordt bewaard.
Voorbeelden van standbeelden en monumenten van Karel de Grote:
- Zandstenen standbeeld van Gustav Blaeser voor de in 1850/51 door Ludwig Ferdinand Hesse gemaakte „Dreikönigstor“ in het park van de Friedenskirche in het slotpark Sanssouci in Potsdam
- Zandstenen standbeeld van Ernst Rietschel aan de zuidkant van de Gemäldegalerie in Dresden
- Zandstenen standbeeld van Johann Nepomuk Zwerger voor het Historisches Museum in Frankfurt am Main; dit werd in 1843 voor de duizendste gedenkdag van de rijksdeling in het Verdrag van Verdun gemaakt en stond oorspronkelijk op de Oude Brug, om aan de mythische stichter van de stad te herinneren.

Een gedenkplaat voor hem werd opgenomen in het Walhalla bij Regensburg.
Vermoedelijk de meest getrouwe weergave is het ruiterstandbeeldje uit het Louvre dat zeer waarschijnlijk Karel de Grote voorstelt.

Ruiterstandbeeldje (9e eeuw), Louvre.
Zeer waarschijnlijk meest waarheidsgetrouwe weergave van Karel de Grote

### Uiterlijk, gezondheid en gewoonten
Hij was van lichaam groot en krachtig, van gestalte buitengewoon (groot), die toch de normale (verhoudingen) niet overschreed - want zijn lengte is geweten zeven (keer) de afmeting van zijn (eigen) voeten te zijn geweest -, de top van zijn hoofd (was) rond, (zijn) ogen buitengewoon groot en levendig, (zijn) neus een weinig het middelgrote overstijgend, mooi grijs haar, vrolijk en opgewekt van gelaat. Aldus verwierf hij door zijn uiterlijk meer autoriteit en waardigheid (uit) zowel staand als zittend; hoewel zijn nek dik en nogal kort scheen en zijn buik wat vooruit leek te steken, werd dit door de gelijkmatigheid van zijn overige lichaamsdelen verhuld. Zijn manier van lopen (was) zeker en heel zijn uiterlijk was mannelijk; zijn stem was weliswaar helder, maar paste minder goed bij zijn lichaamsbouw.

Er zijn geen goed gelijkende portretten van Karel bekend, maar van wat zijn biograaf Einhard heeft nagelaten is bekend dat hij – zeker voor zijn tijd – bovengemiddeld groot was met zijn lengte van zeven voeten, waar zes voeten normaal was (en nog altijd is). Doordat zijn skelet in Aken is bewaard gebleven, hebben archeologen in 1861 zijn skelet kunnen nameten. Ze laten zien dat Karel 1,92 m lang was en uitzonderlijk forsgebouwd. Een recente studie (2010) van het scheenbeen van Karel de Grote stelt dat hij tussen 1,79 en 1,92 m lang moet zijn geweest. Vooral in een tijd waarin de gemiddelde man 1,69 m mat, was dit bijzonder groot.
In strijd met de historische werkelijkheid wordt Karel de Grote op miniaturen, schilderijen en standbeelden bijna altijd met een volle baard afgebeeld. In werkelijkheid droeg hij een Gallische hangsnor ("moustache à la gauloise"), zoals ook uit de beeldenaar en het vermoedelijke ruiterstandbeeldje blijkt. Ook op een mozaiek uit zijn tijd, in het Lateraans Paleis, wordt hij met een grote snor afgebeeld. Pas later, ten tijde van de Ottonen, werd de volle baard het teken van de koninklijke waardigheid. Tot op hoge leeftijd had hij al zijn haar nog, zij het uiteindelijk wit. Afgezien van zijn laatste vier levensjaren, waarin hij last had van jicht en koorts, was hij steeds gezond, mogelijk door zijn hoge fysieke activiteit (rijden, jagen en zwemmen). Hij at graag wildbraad (luisterend naar muziek of voorgelezen uit De Civitate Dei ("Over de Stad Gods") van kerkvader Augustinus, maar zonder overmatig alcoholgebruik. Meestal kleedde hij zich op Frankische wijze in wapenrok, broek, beenwindsels en met goud versierde schoenen. 's Winters kwam er nog een ottervel of hermelijn bij. Over alles heen droeg hij een groene mantel en steeds daarbij een zwaard, Joyeuse, waarvan het gevest en de riem versierd waren met goud of zilver.

### De naam als titel
Net zoals de eigennamen van Caesar en Augustus later heerserstitels werden, vond vermoedelijk ook de naam van Karel de Grote ingang in vele Slavische talen: zo is van de Latijnse vorm Carolus het Russische korol, het Poolse król, het Tsjechische král en het Servische, Kroatische en Sloveense kralj afgeleid dat "koning" betekent. De Turkse term kral voor koning is eveneens afgeleid van Karel de Grote zijn naam.
Karel de Grote is een Europese koning of keizer die Fransman is voor de Fransen (Charlemagne) en Duitser voor de Duitsers (Karl der Grosse). Ook zijn zoon Lodewijk de Vrome wordt als zodanig gezien. Eerst bij de kleinkinderen vond de verdeling van het Karolingische Rijk plaats.

### Herontdekte, mogelijke Karelstroon
In februari 2005 ontdekte de archeologe Mechthild Schulze-Dörrlamm van het Römisch-Germanisches Zentralmuseum in Mainz in een magazijn van het Landesmuseum Mainz het fragment van een met randdecoratie versierde armleuning van een kalkstenen zetel, die overkomend als koningstroon, in deze context mogelijk Karel de Grote, wordt gezien. Tegen deze interpretatie kan worden ingebracht, dat Mainz niet geattesteerd is als Karolingische keizerpalts.
Op grond van de decoratie werd het fragment in de tweede helft van de 8e eeuw gedateerd. Daarmee was het mogelijkerwijs deel van een troon, die ouder dan Karel de Grote's koningstroon van Aken zou zijn (deze gold lange tijd als oudste troon op het grondgebied van het huidige Duitsland).
Het fragment lag na zijn opgraving in 1911 zonder herkend te worden in het magazijn van het museum. De vondst werd gedaan in de binnenstad van Mainz. De vindplaats lag in de buurt van de in 1880 bij straatwerken ontdekte keizerinnensieraden uit het midden van de 11e eeuw alsook in de buurt van een andere schatvondst uit 1904.

### Leven en levenswerk
- S. Abel - B. von Simson (edd.), Jahrbücher des fränkischen Reiches unter Karl dem Grossen, 2 dln., Leipzig, 1883-18882.
- A. Barbero, Charlemagne: Father of a Continent, Los Angeles - Berkeley, 2004. ISBN 0520239431
- M. Becher, Neue Überlegungen zum Geburtsdatum Karls des Großen, in Francia 19 (1992), pp. 37-60.
- M. Becher, Karl der Große, München, 20075.
- M. Becher, Das Kaisertum Karls des Großen zwischen Rückbesinnung und Neuerung, in H. Leppin - B. Schneidmüller - S. Weinfurter (edd.), Kaisertum im ersten Jahrtausend, Regensburg, 2012, pp. 251–270.
- G. Becht-Jördens, Einharts „Vita Karoli“ und die antike Tradition von Biographie und Historiographie. Von der Gattungsgeschichte zur Interpretation, in Mittellateinisches Jahrbuch 46 (2011), pp. 335–370.
- J.C. Besteman, Scandinavisch gewichtsgeld in Nederland in de Vikingperiode, in E.H.P. Cordfunke - H. Sarfatij (edd.), Van Solidus tot Euro: geld in Nederland in economisch-historisch en politiek perspectief, Hilversum, 2005, pp. 21–42.
- W. Braunfels - e.a. (edd.), Karl der Große. Lebenswerk und Nachleben, 4 dln., Düsseldorf, 1967.
- P.L. Butzer - e.a. (edd.), Karl der Große und sein Nachwirken. 1200 Jahre Kultur und Wissenschaft in Europa, 2 dln., Turnhout, 1997. ISBN 2503506739
- C. Cawley, Franks, Carolingian kings, fmg.ac (2006-2009).
- M. De Jong, De school van de dienst des Heren: kloosterscholen in het Karolingische Rijk, in R.E.V. Stuip - C. Vellekoop (edd.), Scholing in de middeleeuwen, Hilversum, 1995, pp. 57–85.
- J. Fleckenstein - D. Schaller - H.-E. Keller - D. Mehl - K.-E. Geith - H. Ehrhardt, art. Karl (I.) d. Große, in Lexikon des Mittelalters 5 (1991), coll. 956-966.
- P. Freedman, Images of the Medieval Peasant, Stanford, 1999.
- B. Friedmann, Untersuchungen zur Geschichte des abodritischen Fürstentums bis zum Ende des 10. Jahrhunderts, Berlijn, 1986.
- W.H. Fritze, Die Datierung des Geographus Bavarus und die Stammesverfassung der Abodriten, in L. Kuchenbuch - W. Schich (edd.), Frühzeit zwischen Ostsee und Donau: Ausgewählte Beiträge zum geschichtlichen Werden im östlichen Mitteleuropa vom 6.bis zum 13.Jahrhundert, Berlijn, 1982, pp. 111–126.
- D. Hägermann, Karl der Große: Herrscher des Abendlandes. Biographie, Berlijn, 2000. ISBN 9783499506536
- G. Hartmann, Die Kaiser des Heiligen Römischen Reiches, Marix Verlag, Wiesbaden, 2016. ISBN 9783865399380
- W. Hartmann, Kaiser Karl der Große (768/800-814), in K.R. Schnith, Mittelalterliche Herrscher in Lebensbildern. Von den Karolingern zu den Staufern, Graz - Wenen - Keulen, 1990, pp. 21–41.
- V. Helten, Zwischen Kooperation und Konfrontation: Dänemark und das Frankenreich im 9. Jahrhundert, Keulen, 2011.
- A. Jenkis, Die Eingliederung „Nordalbingiens“ in das Frankenreich, in ZSHG 79 (1955), pp. 81–104.
- D.P. Kirby, The Earliest English Kings, Londen - New York, 20002.
- S. Konecny, Die Frauen des karolingischen Königshauses. Die politische Bedeutung der Ehe und die Stellung der Frau in der fränkischen Herrscherfamilie vom 7. bis zum 10. Jahrhundert, Wenen, 1976.
- G. Labuda, Civitas Dragaviti. Zu den fränkisch-slavischen Beziehungen am Ende des 8. Jahrhunderts, in K.-D. Grothusen - K. Zernack (edd.), Europa Slavica-Europa Orientalis. Festschrift für Herbert Ludat zum 70. Geburtstag, Berlijn, 1980, pp. 87–98.
- C. Lohmer, art. Karl I. der Grosse, in BBKL III (1992), pp. 1125-1130.
- R. McKitterick, Charlemagne: The Formation of a European Identity, Cambridge, 2008. ISBN 9780521886727
- J. Nelson, King and Emperor. A New Life of Charlemagne, 2019. ISBN 9780520314207
- P. Riché - trad. M.I. Allen, The Carolingians. A Family Who Forged Europe, Philadelphia, 1993. ISBN 0812213424
- F.J. Ruhli - B. Blumich - M. Henneberg, Charlemagne was very tall, but not robust, in Economics and Human Biology 8 (2010), pp. 289–290.
- M. Schmauder, Überlegungen zur östlichen Grenze des karolingischen Reiches, in W. Pohl - H. Reimitz (edd.), Grenze und Differenz im Frühen Mittelalter, Wenen, 2000, pp. 57–97.
- C. Settipani, La préhistoire des capétiens 481-987, I, Villeneuve d'Ascq, 1993. ISBN 2950150934
- P.J.H. Ubachs, Handboek voor de geschiedenis van Limburg, Hilversum, 2002.
- R. Wagner, Das Bündnis Karls des Großen mit den Abodriten, in Jahrbücher des Vereins für Mecklenburgische Geschichte und Altertumskunde 63 (1898), pp. 89-129.
- Rudolph Wahl, Karel de Grote , Vader van Europa, Elsevier-Amsterdam/Brussel, ISBN 9010032981
- K.F. Werner, Das Geburtsdatum Karls des Großen, in Francia 1 (1973), pp. 115-157.

### Voortleven in de herinnering en beeldvorming
- B. Bastert (ed.), Karl der Große in den europäischen Literaturen des Mittelalters. Konstruktion eines Mythos, Tübingen, 2004.
- B. Besamusca - J. Tigelaar (edd.), Karolus Rex: studies over de middeleeuwse verhaaltraditie rond Karel de Grote, Hilversum, 2005. ISBN 9065508201
- W. Braunfels - e.a. (edd.), Karl der Große. Lebenswerk und Nachleben, IV, Düsseldorf, 1967.
- F. Büttner, Geschichte für die Gegenwart? – Der Streit um die Karlsfresken Alfred Rethels, in G. Althoff (ed.), Die Deutschen und ihr Mittelalter. Themen und Funktionen moderner Geschichtsbilder vom Mittelalter. Wissenschaftliche Buchgesellschaft, Darmstadt, 1992, pp. 101–126.
- R. Große, Saint-Denis zwischen Adel und König. Die Zeit vor Suger (1053–1122), Stuttgart, 2002. ISBN 9783799574518
- S. Lüken, Karl der Große und sein Bild, in Karl der Große und Europa. Symposium, Frankfurt am Main - e. a., 2004, pp. 66–86.
- H. May, Die Behandlungen der Sage von Eginhard und Emma, Berlijn, 1900.
- L.E. Saurma-Jeltsch, Karl der Grosse als vielberufener Vorfahr: sein Bild in der Kunst der Fürsten, Kirchen und Städte, Sigmaringen, 1994. ISBN 3799512055
- M. Schasler, Ästhetik. Grundzüge der Wissenschaft des Schönen und der Kunst, II, Leipzig - Praag, 1886.
- V. Schauber - H.M. Schindler, Heilige und Namenspatrone im Jahreslauf, München, 20012. ISBN 3629016421 (non vidi)
- E. van den Berg - B. Besamusca (edd.), De epische wereld. Middelnederlandse Karelromans in wisselend perspectief, Muiderberg, 1992.